# ピーナッツ (漫画)

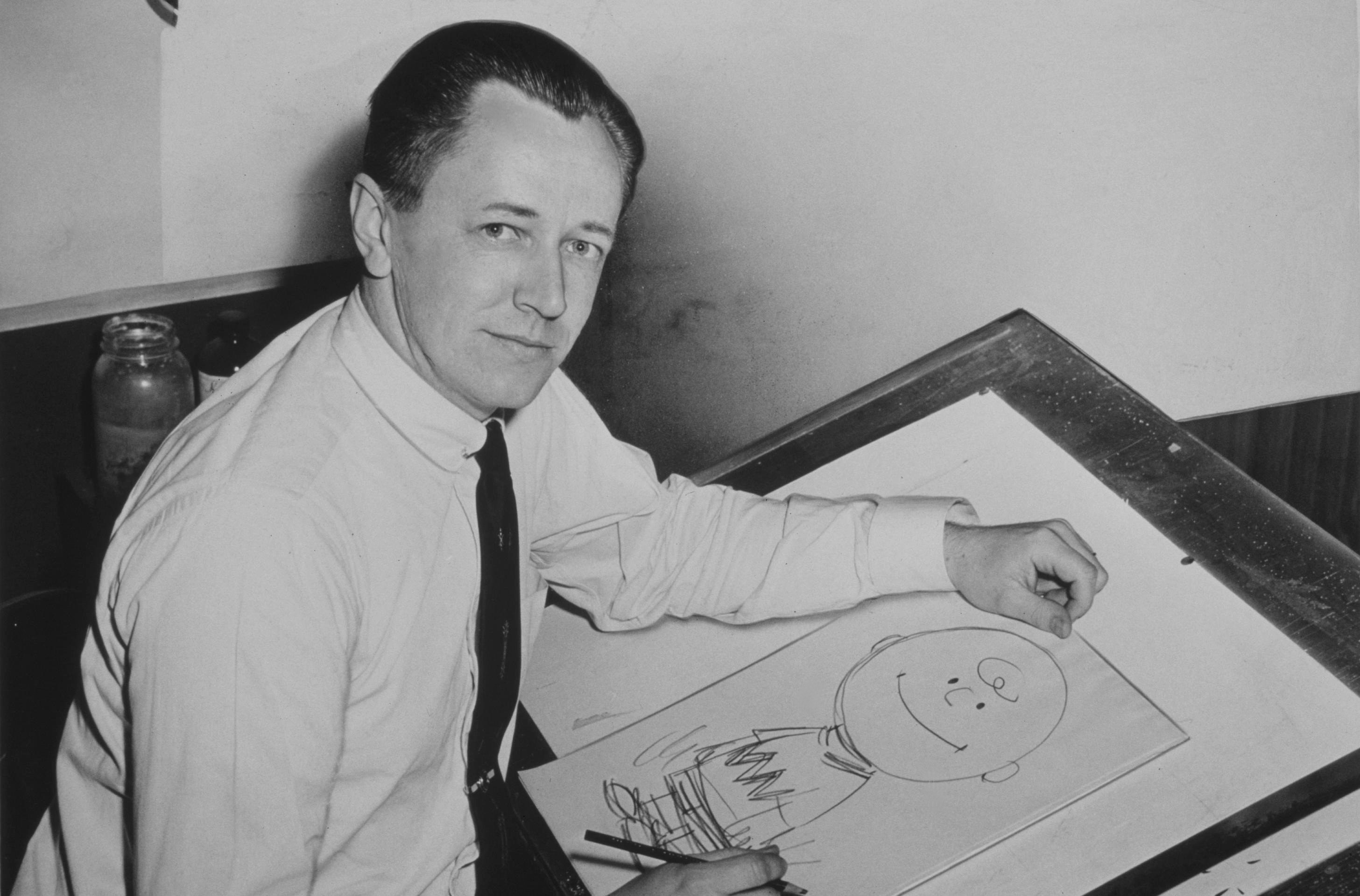
作者、チャールズ・モンロー・シュルツ

『ピーナッツ』（英: Peanuts）は、チャールズ・M・シュルツによるアメリカ合衆国の漫画、およびそれを原作とするアニメ作品である。漫画は1950年から2000年にかけて、ユナイテッド・フィーチャー・シンジケートの配信により全米の新聞で連載された。作中に登場する犬のキャラクター「スヌーピー」がとくに知られており、「スヌーピー」の名を冠した作品・施設・グッズ類等も多い。

## 概要
漫画の総作品数は17897作。掲載された雑誌は2000を越え、世界75か国・21言語で3億5500万人以上の読者を持ち、コミック総発行部数は4億部を越えた他、数多くの賞を獲得した人気作品である。
1950年10月2日にデイリー版（平日版、月曜 - 土曜）、1952年1月6日にサンデー版（日曜版）の連載が始まった。基本的にはデイリー版はモノクロの4コマ漫画、サンデー版はカラー・3段構成の短編で構成されていたが、前者については1988年以降、コマ割りが1 - 5コマまでの不定になった。
連載期間中に休載は一度も無かったが、1997年11月27日 - 12月31日の間のみ、シュルツの休暇のため過去作の再掲載を行っている。1999年12月14日にシュルツが引退を表明し、最後の掲載はデイリー版が2000年1月3日、サンデー版がシュルツの死去翌日となった同年2月13日であった。
タイトルは「ピーナッツでも食べながら、気軽に読める漫画」にしたいという作者の願いが込められていたという説があるが、シュルツ自身はこれを否定。実際はユナイテッドがシュルツに相談せず、勝手に決めたことを明らかにしている。英語のpeanuts（）とは「つまらないもの、取るに足らないもの」といった意味があり、シュルツはこれを踏まえて「だから、私はこのタイトルに決まった時は不満だった」と語っている。彼自身はタイトルを『Good Ol' Charlie Brown』もしくは『Charlie Brown』とするか、でなければ、この作品の前身・原型である『ちびっこたち（Li'l Folks）』をそのまま使いたかったという。
1969年には、チャーリー・ブラウンとスヌーピーの名前がアポロ10号の指令船と月着陸船の名前に採用された。1983年にはテーマパークとしては初めて、南カリフォルニアのナッツベリーファームがライセンス契約を結び、ピーナッツのキャラクターをメインに据えたアトラクションを設けた。

## 日本におけるピーナッツ
日本では、アメリカン・コミックスの刊行を行っていた鶴書房（後にツル・コミックス）が、1967年に谷川俊太郎による日本語翻訳で単行本を刊行したのが始まりであり、当初の邦題は『ピーナツ』表記であった。鶴書房倒産後は角川書店などが版権を引き継ぎ、谷川以外にもさくらももこ、鷺沢萠、関根麻里らにより翻訳された版がある。また、ジャーナリストの廣淵升彦は本作に関する論考を発表している。
初期の単行本が傑作選だったこともたり、連載終了時点で約2000作品が未翻訳のまま残されていたが、河出書房新社からの『完全版 ピーナッツ全集』（原題：The Complete Peanuts）刊行に際して、谷川の手で未翻訳作品の翻訳に取り組むと共に既存作の改訳も実施。2020年の全巻刊行をもって、約50年かけた全作品の翻訳が完了した。
1981年、開隆堂出版の英語教科書「New Prince」で本作と作者シュルツの来歴が語学テキストに使用された。
また、日曜版が1968年に『女性セブン』、1972年から1984年に『週刊朝日』に連載され、平日版、日曜日版両方が『月刊SNOOPY』に連載されていた。近年では、『産経新聞』で平日版が『スヌーピーとゆかいな仲間たち』のタイトルで1999年から2013年まで連載されていた。また、朝日ウィークリーには、「Classic PEANUTS」のタイトルで原語版（対訳付き）が掲載されている。
ユニバーサル・スタジオ・ジャパンでは開園当初からスヌーピーがアトラクション・キャラクターに採用されており、後にスヌーピー・スタジオも新設されている。

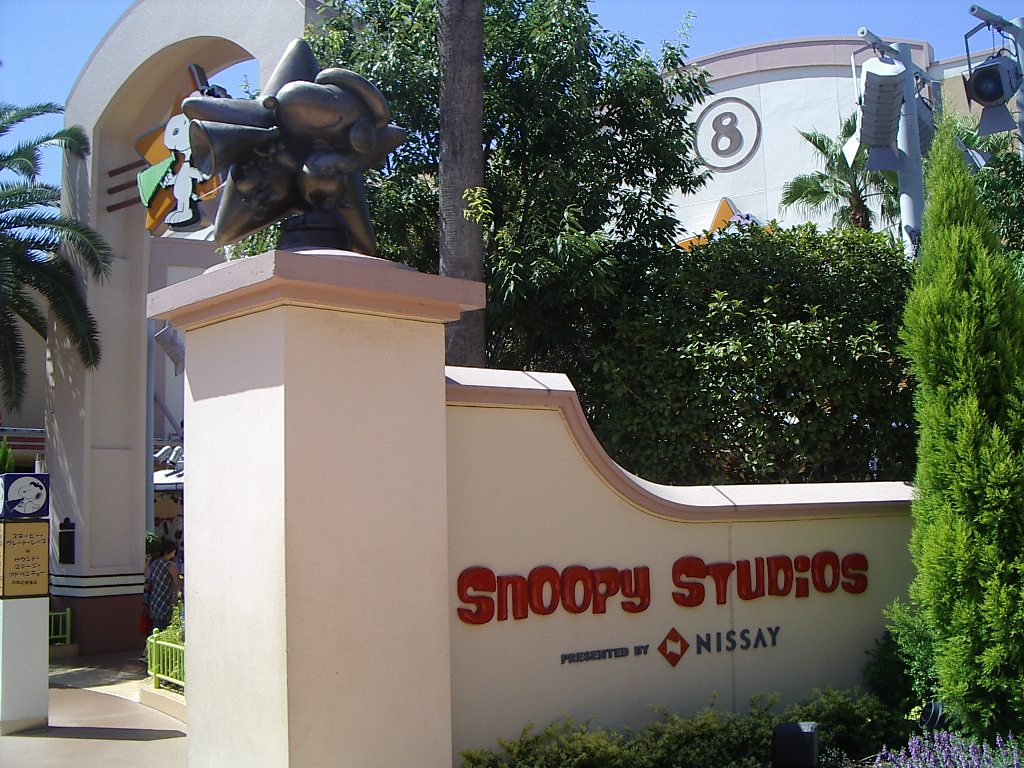
スヌーピー・スタジオ

また、東京都町田市にはチャールズ M. シュルツ美術館の世界で唯一のサテライト美術館としてスヌーピーミュージアムがある。

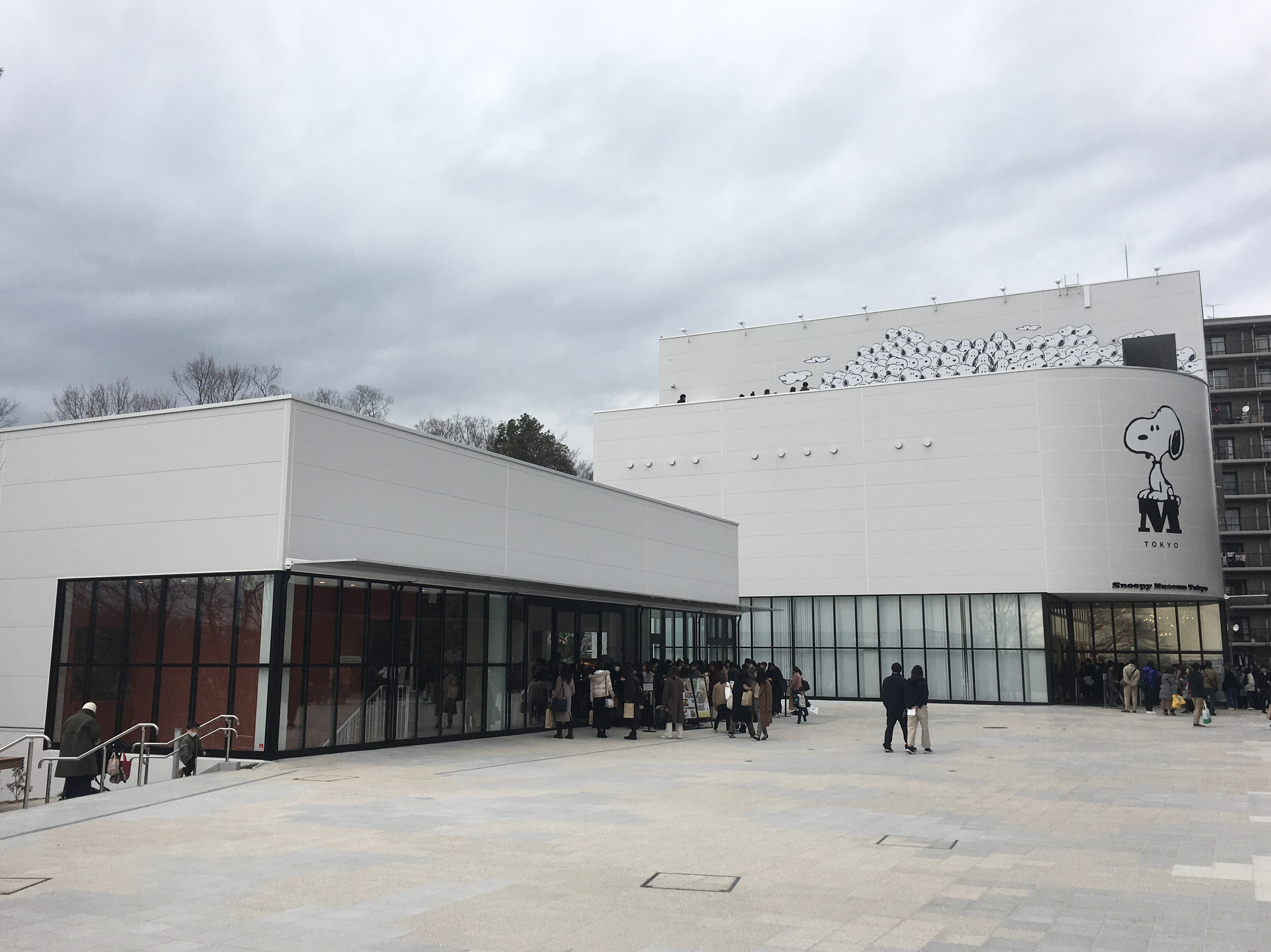
南町田のスヌーピーミュージアムとPEANUTS Cafe

アニメ版では、『スヌーピーとチャーリーブラウン』に改題の上でNHK総合テレビジョン他で放送されたことがある（詳細後述）。

### キャラクター商品
著作権代理社はユナイテッド・メディア（当時はユナイテッド・フィーチャー・シンジケーツ）を経て現在はピーナッツ・ワールドワイドLLC。多数のキャラクター商品が発売されている。
日本では1968年に、サンリオがライセンス認可を受けた関連商品の製造・販売を開始したのが『ピーナッツ』のキャラクター商品の始まりである。それ以前はアメリカ旅行の土産や、キディランドの輸入商品として日本に入ってきていた。1970年にはファミリアがスヌーピーのぬいぐるみを販売開始。
『ピーナッツ』のキャラクター商品市場は、日本がアメリカを凌ぎ、世界でも最大とされている。ユナイテッドの岩淵秀俊によると、キャラクター商品と単行本が共に良質な形で日本に入ってきたことが大きいという。
2009年10月、ソニー・クリエイティブプロダクツが日本での独占エージェント権を取得。以後、若年層へのアピールのための様々な試みがなされた。2017年にはファンクラブを発足させ、会員数は1万人を超える。2017年のキャラクター・データバンク調べのキャラクター商品小売市場ランキングではハローキティを上回って3位にランクインし、初のトップ3入りを果たした。

## 登場キャラクター
登場するのは子供のみで、大人が登場しても画面の外に位置しており、描かれることはほとんどない。アニメにて大人がキャラクターとの会話で喋るシーンでは、声を効果音に代えて表現している。初期のキャラクターは後のストリップで登場する回数が激減する傾向（リストラに近い）にあった。

### 主要キャラクター
チャーリー・ブラウン（Charlie Brown）
主人公。スヌーピーの飼い主。連載初回の1950年10月2日から登場。趣味は野球（ポジションはピッチャー）。誕生日は10月30日で、特技はビー玉。登場キャラクターの中で唯一、フルネームで呼ばれる人物。
温厚で優しい性格で勉強も運動も苦手であり、野球でもいつも負けている。ただしその原因はフライの落球などのルーシーが原因である事が多いにもかかわらず必ずチャーリー・ブラウンのせいにされるなど不幸体質で映画では「自分は世界中から嫌われているんだ」と嘆くほど。
スヌーピー（Snoopy）
チャーリー・ブラウンの飼い犬。モデルとなったのはシュルツが13歳の時に飼っていたビーグルの雑種である。犬でありながら文字の読み書きもでき、人間と同じように二足歩行をするなど人間並みの賢さと器用さを持ち、野球をはじめ趣味も多様。また、アニメ版ではスヌーピーの言葉は人間の言葉では表されていないが、チャーリー・ブラウンたち以外のタクシーの運転手などもスヌーピーの言葉を理解できている。
耳を上に上げて水平にし、回転させることでヘリコプターのように飛ぶことが可能。その際、後ろ足はウッドストックの座席となる。
ウッドストック（Woodstock）
スヌーピーの親友である黄色い小鳥。タイプライターを使って秘書をしたり、スヌーピーが撃墜王になりきっている際には担当整備兵などを務める。しゃべる言葉はペンで引っかいたような点と感嘆符だけだが、スヌーピーやその兄弟たちとは意思疎通ができる模様。意外と表情豊かで、怒るときは怒る。笑うときは笑う。怒ったり興奮する際はクワックワッ声から甲高いキーキー声に変化する。スヌーピーといつも張り合ってる負けず嫌い。しかしふき者にされてしまったりと何かとウッドストックに対する扱いが荒い。巣なのでいつも寒さに震えている。哀れに思ったスヌーピーが小屋をプレゼントしたことがあったがなぜか気に入らなかった様子。スヌーピーの結成した「ビーグル・スカウト」の一員でもある（他のメンバーは、オリビエ、コンラッド、ハリエット、ビル、フレッド、レイモンド、ロイ、ウィルソン。外見はどの鳥もウッドストックとほぼ同じだが、レイモンドのみ体が紫）。
初登場は1967年4月4日だが、当初は決まった名前がなく、ルーシーの付けた「ヌケサク鳥」（鶴書房版では「マヌケ鳥」）で呼ばれていた。名前がウッドストックと判明したのは1970年6月22日。なお、名前は1969年に開催された同名のイベントにちなんだものである。
アニメ版では飛ぶのが苦手という設定が追加されており、まっすぐ飛ぶことができない。また、透明なエレベーターを使って木を昇り降りしている。
なお、特にどんな種類の鳥かは決まってない。
スヌーピーが耳を回転させてヘリコプターのように飛ぶ時、ウッドストックはヘルメットを被ってスヌーピーの後ろ足に座っていることが多い。
サリー・ブラウン（Sally Brown）
チャーリー・ブラウンの妹。ライナスに夢中で「私のすてきなバブーちゃん」と呼びかけては避けられている（自身のことは「彼のすてきなバブエット」と呼んでいる）。サリーが生まれた話は1959年5月26日に掲載、同年8月23日より漫画に登場する。学校嫌いで、いつも宿題を兄に手伝ってもらうが、何だかんだで成績はそれなりに良い（ただみんなの前で行う研究発表は、グダグダになって終わることがほとんどである）。夏に行われるサマーキャンプも大嫌いで、一度ビーンバッグに寝転がって2週間を過ごす「ビーンバッグキャンプ」に参加し、別人のように太って帰ってきたことがある。日頃の悩みを校舎の壁に向かって話すことが多く、その「壁」自身もサリーのことを気にかけ、ある回では校舎ごと崩壊したこともある。
ルーシー・ヴァン・ペルト（Lucy Van Pelt）
ライナスとリランの姉。わがままで口うるさく、母親から「ガミガミ屋大賞」をもらっている。口うるさくてシュルツの仕事を評価しなかった、彼の最初の妻ジョイスをモデルとしているという。
弟のライナスには特に厳しく接しており、彼が大切にする毛布を取り上げて埋めたり、切り刻んでメガネふきにしたこともある。家から追い出そうとしたことさえあるが、2番目の弟のリランが生まれることを知り、「熊手で水は放り出せない」との言葉を残し、諦めた。リランが生まれてからはやや性格は落ち着きを見せ、リランに物の数え方や縄跳びを教えたり、ライナスに対しても激しく怒鳴る場面は減っている。
仲間に対してもその口うるささは変わらないが、チャーリー・ブラウンが入院した時には心配して号泣したり、スヌーピーの兄のスパイクの痩せた姿を見て家に連れ帰り食事を食べさせたりと、時折秘めた優しさを見せることがある。
チャーリー・ブラウンの野球チームではライト（稀にセンター）を務めるが、守備がざるでフライを何度も落とし、実質彼女が一番の敗因だが周囲からはチャーリーのドジのせいだと思われている。また、アメリカンフットボールのホルダーを務め、チャーリーが蹴ろうとする瞬間にボールを引っ込めてしまうエピソードは毎年の恒例行事となっており、公式戦ではそのせいで敗因したものもここでも彼のせいにして仲間と共に責めていた。基本料金5セント（最高50セントまで上がったことも）のカウンセラーをしており、チャーリー・ブラウン達の悩みを自らの独断と偏見でさらりと強引に「解決」する。シロップスタンド（チャーリー・ブラウンによると「味はまあまあ」）も同じ料金で行っていた。シュローダーを一途に愛しているが、まったく受け入れられず、おもちゃのピアノを引かれよく地面に頭をぶつけている。ルーシーも仕返しに彼のピアノを破壊したり下水道に捨てたりしている（ただ彼が敬愛するベートーベンの誕生日にカップケーキを作り、一度だけキスをもらったことがあるが、スヌーピーがキスしたのだと勘違いした）。
スヌーピーにキスされることを激しく嫌がっており、唇にキスされると消毒を要求して大騒ぎする。ただスヌーピーを抱きしめ、「しあわせはあったかい子犬!」（後に本のタイトルとして有名なフレーズになった）と言ったり、スヌーピーが小説を書くたびに読者として感想やアドバイスを述べたりと、腐れ縁とも呼ぶべき長年のつながりがある。
1952年3月3日より漫画に登場する。
ライナス・ヴァン・ペルト（Linus Van Pelt）
ルーシーの弟でリランの兄。チャーリー・ブラウンの親友。10月生まれ。秀才肌でいつも冷静沈着だが、重い病気にかかってしまった友達をかばい、その子をからかった子に掴みかかるような熱さと優しさも持ち合わせている（『チャーリー・ブラウン なぜなんだい? 〜ともだちがおもい病気になったとき〜』であり、本編には登場しない描写）。安心毛布が手放せず、一時期は克服したことはあったが、チャーリー・ブラウン兄妹のお節介（悪気はなかった）で結局元に戻ってしまう。指しゃぶりも止められない。チャーリー・ブラウンの野球チームではセカンドを務める。ハロウィンには「カボチャ大王」が現れると信じている。一時期、眼鏡をかけていた。この眼鏡についても、安心毛布同様にスヌーピーと争奪戦を展開したことがある。1952年9月19日より漫画に登場する。
リラン・ヴァン・ペルト（Rerun Van Pelt）
ルーシーとライナスの弟。名前の由来はまた兄弟が生まれることに対してルーシーが「まるで再放送（rerun）みたい!」と言ったことからライナスが命名したもの。初登場は70年代であるが、出番が増やされたのは90年代の連載末期以降である。ライナスによく似ているが、オーバーオールを着ていることが多いので見分けることができる。スヌーピーを欲しがっており、彼とよく遊んでいる。チャーリー・ブラウンの野球チームに参加したことがあり、レフトを務めていた（その際はルーシーのようにチャーリー・ブラウンを罵倒していた。また、遊撃手も務めたこともある）。1973年3月26日より漫画に登場する。
シュローダー（Schroeder）
ベートーベンを崇拝する小さな天才音楽家。おもちゃのピアノで大人顔負けの演奏ができるが、本物のピアノは受け付けない。誕生日は1月18日（1954年の同日の漫画で彼自身が言っている）。チャーリー・ブラウンの野球チームではキャッチャーを務める。1951年5月30日より漫画に登場する。ルーシーに好かれているが、彼自身はその気は全くない。そればかりかルーシーにピアノを何回か壊されている。しかし、ルーシー姉弟が引っ越した際には、もの悲しそうにしていたことも。シュローダーが演奏する曲はいずれも実在のもので、ある楽譜を熱心なファンが調べたところ、サン＝サーンスのピアノ協奏曲だったという。シュローダーと彼を邪魔するルーシーの関係は、作者シュルツが愛好するクラシック音楽を理解しなかった、最初の妻ジョイスとの関係を反映しているという。
ツル・コミックス版の翻訳に準拠し1980年代までは日本では「シュレーダー」と呼ばれており、アニメのエンディングのテロップでも「シュレーダー」と表記されていた。
ペパーミント・パティ（Peppermint Patty）
本名はパトリシア・ライクハート（Patricia Reichardt）。母親は亡くなっており、父と二人暮らしである。勉強が苦手で成績はDマイナスが多い（一度Zマイナスにされたこともあり、この時はさすがに「これは評価ではなく私に対する皮肉です」と校長へ抗議を申し入れ、Zにまで上げさせた）が、スポーツは得意で、野球チームも持っていて、チャーリー・ブラウンのチームにはいつも圧勝している。都合の悪いことがあると根拠もなく他人のせいにする悪い癖がある。チャーリー・ブラウンを「チャック」と呼び、思いを寄せている。長い間スヌーピーを「変わった顔した人間の男の子」だと思っていた。1966年8月22日より漫画に登場し、初期のキャラクターである「パティ」と名称が被っているが、ペパーミントパティはマーシー以外からは本名で呼ばれることで区別されている。
マーシーからは慕われていて、「先輩」と呼ばれているが、この「先輩」がオリジナルの英語では「sir（サー）」であり、これが男性に対する敬称であるため本人は嫌がっている。
マーシー（Marcie）
チャーリー・ブラウンのことをチャールズ（1980年代の英語版では「チャック」と呼んでいた）と呼び、ペパーミント・パティ同様彼に好意を抱いている。ペパーミント・パティとは親友で、彼女を「sir」（サーの意、翻訳では『先生』、もしくは一部書籍と1980年代のアニメで『先輩』。ただし「sir」は男性に対する敬称なので、ペパーミント・パティ本人は嫌がっている）と呼ぶ。ペパーミント・パティとは正反対に、成績優秀だが野球とホッケーの見分けがつかないほどにスポーツは苦手。完璧な成績を取ることを求める両親に疲れている。怒ると非常に怖く、教室の後ろの席からペパーミント・パティの髪の毛をつかみ、机の上からプロレスのバックドロップのように後ろに投げ捨てたことがある。撃墜王になりきったスヌーピーにフランス娘役で付き合うこともある（なお、『星の王子さま』の原書を読んだことがあるのでフランス語はある程度できる、という設定になっている。そのためこのシチュエーションでは彼女のセリフは全てフランス語）。漫画への初登場は1968年6月18日（この時は眼鏡に目が描かれている）だが、名前が判明したのは1971年7月20日。1980年5月25日の日曜版コミックでは、眼鏡を頭の上にのせ、素顔を見せている。
フランクリン（Franklin）
ペパーミント・パティのクラスメート。成績は抜群でチャーリー・ブラウンの良き相談相手。メインキャラクターの中ではただ一人の黒人。ペパーミント・パティの野球チームに所属しており、ポジションはセンター。1968年7月31日より漫画に登場する。
ピッグペン（Pig-Pen）
ホコリ（埃）を引きつける不思議な力を持つ、誇り（尊厳の意での）高き少年。チャーリーには自分の事を「ホコリ磁石」と言った。なお、ピッグペンは本名ではない。家で体を綺麗にしても、一歩外に出ると汚れてしまい、いつも土ボコリが飛び跳ねている。映画館に行った時に最前列に座ると、ホコリでスクリーンが見えなくなってしまい、上映が中止になったこともある。父親は「ピッグペン1世」と呼ばれていたらしい。1954年7月13日より漫画に登場する。

### その他の子供たち
赤毛の女の子（The Little Red Haired Girl）
チャーリー・ブラウンが長年想い続けている子。しかし、彼女はチャーリー・ブラウンの想いに気付いてもいない。ライナスとは面識がある。アニメ版作品のひとつ「It's Your First Kiss, Charlie Brown.」（1977年）にて、チャーリー・ブラウンのエスコート相手（その年の学園の女王役）として初登場。劇場版3DCGアニメ作品「I LOVE スヌーピー THE PEANUTS MOVIE」（2015年）で再度登場している。原作コミックス版では、会話の中には何度も登場するものの実際に姿を現したのは一度だけ、それもシルエットのみ（スヌーピーとパーティーでダンスを踊った）であった。
パティ（Patty）
第1回から登場。おかっぱ頭にリボンが特徴。バイオレットの親友で、よく組んでチャーリー・ブラウンをいじめる。ペパーミント・パティとは別人。
シャーミー（Shermy）
パティと同様、第1回から登場。連載初期によく姿を見せていたが、最後に言及されたストリップは80年代である。
バイオレット（Violet）
ポニーテールが特徴のおてんば娘で、パティの親友。初期は三つ編みだった。初めてチャーリー・ブラウンのフットボールを引っ込めたのは実は彼女。1951年2月7日より漫画に登場する。
シャーロット・ブラウン（Charlotte Braun）
チャーリー・ブラウンが出会った女の子。声が大きい。早い段階で不人気ぶりから退場した後、抗議した人のファンレターの返信で作者はこの点について触れている。
ナンバーファイブ（5）
本名は 555 95472。姓の 95472 は郵便番号（地域はカリフォルニア州ソノマ郡及びセバストポール市）。この名前は「最近は数字だらけだ」とヒステリーになった父親につけられた。
3と4
ナンバーファイブ（5）の双子の妹達。お互い瓜二つであり、見分けがつかない。
フリーダ（Frieda）
天然カールの髪の毛が自慢の女の子。ファーロン（Faron）という、抱かれると垂れ下がる猫（スヌーピーとはお互いに仲が悪い。WW2とは別の猫）を飼っている。スヌーピーの自由気ままな生活に憤り、ビーグルの習性を取り戻させるため何度もウサギ狩りに連れ出すが、スヌーピーはウサギたちとすっかり仲良くなってしまった。（後にスヌーピーが入院したときには、ウサギたちが病室に見舞いに来るまでの仲になった。）60年代初期に登場したが作者側の都合で出番が減り、80年代を最後に登場しなくなったがファンからは評価される場合があり、日本でもファーロンなどがグッズにされたことがある。
ロイ（Roy）
チャーリー・ブラウンとペパーミント・パティの共通の友達で二人が友達になるきっかけを作った男の子。
シャーリー（Shirley）、クララ（Clara）、ソフィー（Sophie）
ペパーミント・パティがサマーキャンプで水泳のコーチをした時の生徒たち。シャーリーとクララは消極的な性格だが、ソフィーはペパーミント・パティも驚くほど行動的な性格である。なお、彼女達の初登場シーンについては、初登場時のマーシー（この時はまだ名前が判明せず）をクララとする見方もある。
ユードラ（Eudora）
サリーのクラスの転校生。サマーキャンプでサリーと知り合い、親友になる。人のはいている靴下を魔法で脱がせることができる不思議な女の子。
リディア（Lydia）
ライナスが恋した女の子。しかし、彼女は2箇月しか誕生日の違わないライナスに対して「私には年取りすぎてない?」と言い、また、レベッカ、アンナ、スーザンなど多くの名前を使い分けライナスを翻弄する。
モリー・ボレー（Molly Volley）
テニスでスヌーピーのパートナーになった男勝りな女の子。
泣き虫ブービー（"Crybaby" Boobie）
スヌーピーとテニスで対戦した。いつも上を向いて大きな口を開け無茶苦茶な不平を言っている。一度だけその顔を見せたことがある。
バッドコール・ベニー（Bad Call Benny）
泣き虫ブービーのテニスのパートナー。相手のボールをいつもアウトと言う。
ペギー・ジーン（Peggy Jean）
チャーリーブラウンがサマーキャンプで出会った、赤毛の女の子に非常によく似た容姿の女の子。1990年7月23日より漫画に登場。あまりに緊張していたチャーリーは彼女に「ブラウニー・チャールズ」と自己紹介してしまう。彼女とフットボールをしているときに、ボールを押さえる彼女をチャーリーが信用していいものか迷っている（毎年のルーシーのいたずらと同じシチュエーションだったため）うちにしびれを切らして立ち去ってしまい、チャーリーは激しく後悔したが、彼女は落ち込むチャーリーのもとにもう一度現れ、彼にキスをプレゼントした。
サマーキャンプ後も手紙でのやりとりは続いたが、チャーリーが彼女と赤毛の女の子の間で揺れ動いているうちに、彼女は遠くの町へ引っ越し、音信不通となってしまう。最終回直前の1999年に、サマーキャンプで再会するが、すでに彼女には別のボーイフレンドがおり、チャーリーの恋は終わりを告げた。
エミリー（Emily）
チャーリー・ブラウンがダンス教室で出会った女の子。当初はチャーリー・ブラウンが頭の中に作り出した幻として描かれていたが、後に実体のあるキャラクターへと変更され、それ以来チャーリー・ブラウンのダンスのパートナーとして何度か登場している。最終回間近で、ペギー・ジーンにフラれたばかりのチャーリー・ブラウンにとって救いとも言うべき、ダンス・パーティーのエピソードで重要な役割を果たす。
ロイアン（Royanne）
自分のことをロイ・ホッブス（バーナード・マラマッド原作の野球奇譚『ナチュラル』の主人公。1984年にロバート・レッドフォード主演で映画化された）の曾孫だと信じ込んでいた。ある野球チームでピッチャーを務めている。チャーリー・ブラウンは彼女から2度ホームランを奪った（ただし、彼女によると「お情けで打たせた」とのこと）。
ライラ（Lila）
スヌーピーの最初の飼い主。引っ越し先で動物が飼えなかったのでスヌーピーを手放した。
タピオカ・プディング（Tapioca Pudding）
父親がキャラクター認可の仕事をしており、将来自分のキャラクター商品ができると信じている女の子。ライナスが彼女を映画に誘ったことがある。
ホセ・ピーターソン（Jose Peterson）
ペパーミント・パティの野球チームのスラッガー。無口でしゃべったシーンはない。
チボー（Thibault）
ペパーミント・パティの野球チームの一員。女の子に対しすぐ威張った態度を取る男の子。しかし、自分の庭にあったクリスマスツリーを巡ってサリーと喧嘩した際、最終的には和解して彼女にクリスマスツリーをあげるなど優しい面もある（ただし、角川書店の「スヌーピーと仲間たち」では別人であるように描かれている）。
ジョー・リッチキッド（Joe Richkid）
スヌーピー&スパイク組、ペパーミントパティ&マーシー組が参加したゴルフ大会に登場した男の子。握手をしようとしたペパーミントパティに対し、服を汚したくないということで断った非常に高慢な性格。
トリュフ（Truffles）
ライナスがスヌーピーを豚がわりにしてトリュフ狩りに行った森の中で出会った女の子で、スヌーピーとライナスのハートをつかんでいる。黒髪で他のキャラクターよりも比較的目が大きく、リボンをつけている。ライナスを巡りサリーと大喧嘩をしたことがある。鶴書房版では名前が「しょうろ」と訳されていて、これはトリュフの和名が“松露（しょうろ）”であることに由来している。またキャラクター紹介では英語名の読みが「トラッフルズ」とされていた。
フロイド（Froyd）
マーシーに惚れている男の子。マーシーを「子羊菓子ちゃん（lamb cake）」と呼ぶが、彼女はそれを悪口だと思い込んでいるため、嫌っている。
メイナード（Maynardo）
マーシーのいとこ。ペパーミント・パティの家庭教師をしようとしたがあえなく失敗。皮肉屋。
プーチー（Poochie）
スヌーピーとチャーリー・ブラウンの幼なじみ。昔は彼らの家のすぐそばに住んでいたらしいが、今は他の町に引っ越している。過去のトラウマから、スヌーピーは彼女のことが苦手。チャーリー・ブラウンという名前を始めて呼んだのは彼女である。
オースティン（Austin）、ルビー（Ruby）、リーランド（Leland）、ミロ（Milo）
チャーリー・ブラウンが家出した際に出会った子供達。野球チーム「グースエッグ」のメンバーで全員小柄。オースティンとルビーはチームで一番背が高い（それでもチャーリー・ブラウン達より低い）。リーランドはキャッチャーをやりたくなく、マスクを被ろうにもサイズが合わない。後にチャーリー・ブラウンのフットボールチームに入りたいと懇願する同名のキャラクターが登場するが、同一人物かは不明。ミロはフランクリン以来の黒人の男の子であり、バットがうまく持てない。チャーリー・ブラウンを尊敬している。
ロレッタ（Roletta）
ガールスカウトの女の子。ビーグルスカウトで迷ってしまったスヌーピーと出会い、彼をチャーリー・ブラウンの家まで連れて行ってくれた。
コーマック（Cormac）
チャーリー・ブラウンとサマーキャンプで出会った男の子。将来なりたいものは「口達者」。サリーに恋するもあえなく失敗に終わる。
イーサン（Ethan）
チャーリー・ブラウンとサマーキャンプで出会った男の子。新聞のコラミストを目指している。
ビー玉のジョー（Joe Agate）
リラン達からビー玉を取り上げてしまったが、颯爽と現れたクール・サム（cool thumb）（チャーリー・ブラウン）にあっさりと敗北、ビー玉を全て取り返されてしまう。
ナオミ（Naomi）
獣医の娘。病気にかかったスパイクを看病した心優しい子。
ジャニス（Janice）
重い病気にかかってしまった友達との接し方を描いた特別編の絵本『チャーリー・ブラウン なぜなんだい? 〜ともだちがおもい病気になったとき〜』に登場したチャーリー・ブラウン達の同級生。三姉妹の次女である。きれいなブロンドの髪だったが、白血病に罹ってしまい、治療の副作用で髪の毛を失う。みんなに避けられるようになってしまった彼女を、ライナスは必死にかばい続け、最終近くで病気が治った。
学校さん
いつしか自分の考えを示すようになった学校の校舎はサリーととても仲が良かった。ところが学校が嵐の日に自壊（自殺?）してしまい、サリーはとても悲しんだが、後に再建された学校ともサリーは仲良しになった。現在チャーリーたちが通っている学校の名前はパインクレスト小学校という。
メロディ・メロディ
メリー・ジョー
ドリー
ポリー
ビオレット
ミミー
サマーキャンプの悪（リーダー・太っちょ・前歯）
リランがスーパーで出会った女の子

### スヌーピーの兄弟
兄弟は8匹であることが一部のストリップで明確に言及されているが、原作に登場したビーグル犬はスヌーピーを含め6匹のみである。
スパイク（Spike）
帽子と髭がトレードマーク。スヌーピーは兄弟の中で彼と一番親しい。他の兄弟と比べるとかなり痩せている。カリフォルニア州ニードルズ近辺の荒野に独りで暮らしている。話し相手はサボテンのジョーと岩。不動産事務所を営んでいる。
オラフ（Olaf）
醜犬コンテストで優勝した経験があるほどの太っちょ。しかし本人いわく、太っているのではなく「ふっくらしているんだ」とのこと。兄弟の中で最も大食いであるが、スヌーピー同様ココナッツは苦手。
ベル（Belle）
カンザスシティに住む、きょうだいで唯一の女の子。スヌーピーの第一次世界大戦の空想世界では看護師を務めている。
アンディ（Andy）
毛がふさふさしている点を除けばスヌーピーにそっくり。オラフと一緒にスパイクの住む砂漠を捜し続けている。
マーブルス（Marbles）
名前の通り耳や体のぶち模様が特徴。スニーカーを履いている。スヌーピーの変装癖が理解できずに放浪の旅に出てしまう。

## アニメ

### テレビ放映短編（「It's an Adventure, Charlie Brown」以外、全て放映一回に付き一話のみ）
- A Boy Named Charlie Brown（1963年）
- A Charlie Brown Christmas（1965年）
パイロット・フィルム番組として製作・放映され、好評を博したことで後のアニメ作品製作のきっかけとなった。
  - 監督：ビル・メレンデス 製作総指揮：リー・メンデルソン 脚本：チャールズ・M・シュルツ 音楽：ヴィンス・ガラルディ
  - 日本語題（NHK第一期版）：チャーリー・ブラウンのクリスマス
  - 日本語題（東京12チャンネル版）：スヌーピーのクリスマス
  - 日本語題（NHK第三期版）：ゆうつなクリスマスだチャーリー・ブラウン
  - 日本語題（東北新社版）：クリスマスだよ、チャーリー・ブラウン【第3巻 第1話 収録】
  - 日本語題（学研版）：スヌーピーのメリークリスマス【第9巻（二か国語版） 収録】
  - 日本語題（ポニーキャニオン版）：スヌーピーのメリークリスマス【第9巻 第1話 収録】
  - 日本語題（カートゥーン ネットワーク放送版）：メリークリスマス（集中放送時#41）
- Charlie Brown's All Stars!（1966年）
  - 日本語題（NHK第一期版）：チャーリー・ブラウンの野球チーム
  - 日本語題（東京12チャンネル版）：チャーリー涙のオールスターゲーム
  - 日本語題（NHK第三期版）：チャーリー・ブラウンは全敗のエース
  - 日本語題（東北新社版）：チャーリー・ブラウンのオールスター危機一髪【第2巻 第2話 収録】
  - 放映連番・日本語題（カートゥーン ネットワーク放送版）：#22 ユニフォームがほしい
- It's the Great Pumpkin, Charlie Brown（1966年）
  - 日本語題（NHK第一期版）：チャーリーブラウンとかぼちゃ大王
  - 日本語題（東京12チャンネル版）：ついに登場!花のカボチャ仮面
  - 日本語題（NHK第三期版）：ライナスとカボチャ大王様
  - 日本語題（東北新社版）：ハロウィンだよ、チャーリー・ブラウン【第1巻 第2話 収録】
  - 日本語題（ポニーキャニオン版）：スヌーピーとかぼちゃ大王【第1巻 第1話 収録】
  - 日本語題（カートゥーン ネットワーク放送版）：カボチャ大王(集中放送時#40)
- You're In Love, Charlie Brown（1967年）
  - 日本語題（NHK第一期版）：恋してるんだねチャーリーブラウン
  - 日本語題（東京12チャンネル版）：チャーリーブラウンの初恋
  - 日本語題（NHK第三期版）：恋をしちゃったチャーリーブラウン
  - 日本語題（学研版）：恋はつらいね スヌーピー【第10巻（二か国語版） 収録】
  - 日本語題（ポニーキャニオン版）：スヌーピー、恋はつらいね【第1巻 第2話 収録】
  - 放映連番・日本語題（カートゥーン ネットワーク放送版）：#21 恋するチャーリー・ブラウン
- He's Your Dog, Charlie Brown（1968年）
  - 日本語題（NHK第一期版）：君の犬だよチャーリーブラウン
  - 日本語題（東京12チャンネル版）：スヌーピーのいたずら天国
  - 日本語題（NHK第三期版）：スヌーピーの再教育
  - 日本語題（東北新社版）：やっぱり友だち、チャーリー・ブラウン【第6巻 第2話 収録】
  - 日本語題（ポニーキャニオン版）：いたずらスヌーピー【第1巻 第3話 収録】
  - 放映連番・日本語題（カートゥーン ネットワーク放送版）：#1 君の犬だ
- Charlie Brown and Charles Schulz（1969年）
- It Was a Short Summer, Charlie Brown（1969年）
  - 日本語題（NHK第一期版）：短い夏だったね チャーリーブラウン
  - 日本語題（東京12チャンネル版）：世にもおかしな夏休み
  - 日本語題（NHK第三期版）：チャーリー・ブラウンのみじめな夏休み
  - 日本語題（東北新社版）：夏休みだよ!チャーリー・ブラウン【第6巻 第1話 収録】
  - 放映連番・日本語題（カートゥーン ネットワーク放送版）：#37 夏の出来事
- Play It Again, Charlie Brown（1971年）
  - 日本語題（NHK第二期版）：もう一度ひいてチャーリーブラウン
  - 日本語題（東京12チャンネル版）：やったぜ!スヌーピーのロックコンサート
  - 日本語題（NHK第三期版）：おせっかいルーシーの片思い
  - 日本語題（東北新社版）：チャーリー・ブラウンの楽しい音楽会【第9巻 第1話 収録】
  - 放映連番・日本語題（カートゥーン ネットワーク放送版）：#23 恋のかけひき
- You're Not Elected, Charlie Brown（1972年）
  - 日本語題（NHK第二期版）：選挙に勝とうチャーリーブラウン
  - 日本語題（東京12チャンネル版）：ライナスのモテモテ マル秘大作戦
  - 日本語題（NHK第三期版）：ライナスのズッコケ選挙活動
  - 日本語題（東北新社版）：だれを選ぶの?チャーリー・ブラウン【第9巻 第2話 収録】
  - 日本語題（ポニーキャニオン版）：ライナスは生徒会長【第2巻 第1話 収録】
  - 放映連番・日本語題（カートゥーン ネットワーク放送版）：#25 さあ、選挙だ!
- There's No Time for Love, Charlie Brown（1973年）
  - 日本語題（NHK第二期版）：恋するヒマもないよチャーリーブラウン
  - 日本語題（東京12チャンネル版）：そばかすパティは恋愛中
  - 日本語題（NHK第三期版）：チャーリー・ブラウンの美術鑑賞
  - 放映連番・日本語題（カートゥーン ネットワーク放送版）：#24 恋はおあずけ
- A Charlie Brown Thanksgiving（1973年）
  - 日本語題（NHK第二期版）：チャーリー・ブラウンの感謝祭
  - 日本語題（東京12チャンネル版）：スヌーピーの迷?コック長
  - 日本語題（NHK第三期版）：スヌーピーの名コック長
  - 日本語題（学研版）：スヌーピーは料理長【（背表紙青版）日本語吹替版 第3巻 第1話 収録】
  - 放映連番・日本語題（カートゥーン ネットワーク放送版）：#39 チャーリー・ブラウンの感謝祭
- It's a Mystery, Charlie Brown（1974年）
  - 日本語題（NHK第二期版）：ミステリーだよチャーリー・ブラウン
  - 日本語題（東京12チャンネル版）：ヌケサク鳥は家なき子
  - 日本語題（NHK第三期版）：サリーの宿題騒動
  - 日本語題（学研版）：スヌーピーは名探偵【（背表紙青版）日本語吹替版 第1巻 第1話 収録】
  - 日本語題（ポニーキャニオン版）：スヌーピーは名探偵【第2巻 第2話 収録】
  - 放映連番・日本語題（カートゥーン ネットワーク放送版）：#15 スヌーピー探偵、登場
- It's the Easter Beagle, Charlie Brown（1974年）
  - 日本語題（NHK第二期版）：チャーリー・ブラウンのイースター
  - 日本語題（東京12チャンネル版）：祭りだワッショイ!チャーリー・ブラウン
  - 日本語題（NHK第三期版）：おとぼけマーシーとしっかりスヌーピー
  - 日本語題（東北新社版）：?【第10巻 第2話 収録】
  - 放映連番・日本語題（カートゥーン ネットワーク放送版）：#19 イースターのおくりもの
- Be My Valentine, Charlie Brown（1975年）
  - 日本語題（NHK第二期版）：チャーリー・ブラウンのバレンタイン
  - 日本語題（東京12チャンネル版）：バレンタイン大作戦の巻
  - 日本語題（NHK第三期版）：孤独にたえようチャーリー・ブラウン
  - 日本語題（東北新社版）：バレンタインだね、チャーリー・ブラウン【第4巻 第1話 収録】
  - 放映連番・日本語題（カートゥーン ネットワーク放送版）：#26 恋人になってよ
- You're a Good Sport, Charlie Brown（1975年）
  - 日本語題（東京12チャンネル版）：おかしなおかしなカーレース
  - 日本語題（NHK第三期版）：根性の優勝だ、チャーリー・ブラウン
  - 日本語題（学研版）：スヌーピーのモトクロス大会【（背表紙青版）日本語吹替版 第2巻 第1話、第2巻（日本語吹替版 背表紙赤版） 収録】
  - 日本語題（ポニーキャニオン版）：スヌーピーのモトクロス大会【第2巻 第3話 収録】
  - 放映連番・日本語題（カートゥーン ネットワーク放送版）：#31 チャーリー・ブラウンのモトクロス
- Happy Anniversary, Charlie Brown（1976年）
- It's Arbor Day, Charlie Brown（1976年）
  - 日本語題（東京12チャンネル版）：みどりの日のおおさわぎ
  - 日本語題（NHK第三期版）：チャーリー・ブラウンの幻の勝利投手
  - 日本語題（学研版）：スヌーピーのプレイボール!【第4巻（日本語吹替版 背表紙赤版） 収録】
  - 日本語題（ポニーキャニオン版）：スヌーピーの木をうえよう【第3巻 第1話 収録】
  - 日本語題（BS2衛星アニメ劇場版）: 植樹祭
- It's Your First Kiss, Charlie Brown（1977年）
  - 日本語題（東京12チャンネル版）：はじめて恋してキスをして
  - 日本語題（NHK第三期版）：恋したあの子は女王様
  - 日本語題（東北新社版）：ファーストキスだね、チャーリー・ブラウン【第1巻 第1話 収録】
  - 日本語題（ポニーキャニオン版）：スヌーピーとパーティクイーン【第3巻 第2話 収録】
  - 放映連番・日本語題（カートゥーン ネットワーク放送版）：#29 ファーストキス
- What a Nightmare, Charlie Brown!（1978年）
  - 日本語題（東京12チャンネル版）：雪原の大ぼうけんの巻
  - 日本語題（NHK第三期版）：スヌーピーのみた夢 こわい夢
  - 日本語題（東北新社版）：チャーリー・ブラウンのこわ〜い夢【第5巻 第2話 収録】
  - 日本語題（ポニーキャニオン版）：スヌーピーのこわい夢【第3巻 第3話 収録】
  - 放映連番・日本語題（カートゥーン ネットワーク放送版）：#12 スヌーピーの悪夢
- Happy Birthday, Charlie Brown（1979年）
- You're the Greatest, Charlie Brown（1979年）
  - 日本語題（NHK第三期版）：スヌーピーもがんばれ、オリンピック
  - 日本語題（東北新社版）：子供オリンピックだ、チャーリー・ブラウン【第4巻 第2話 収録】
  - 日本語題（ポニーキャニオン版）：スヌーピーとチャーリー・ブラウンのスポーツ大会【第4巻 第1話 収録】
  - 放映連番・日本語題（カートゥーン ネットワーク放送版）：#30 がんばれ! ジュニアオリンピック
- She's a Good Skate, Charlie Brown（1980年）
  - 日本語題（NHK第三期版）：ペパーミントパティのスケート大会
  - 日本語題（東北新社版）：スケートだよ!!チャーリー・ブラウン【第8巻 第1話 収録】
  - 日本語題（ポニーキャニオン版）：スヌーピーのスケートレッスン【第4巻 第3話 収録】
  - 放映連番・日本語題（カートゥーン ネットワーク放送版）：#8 氷上の女王
- Life Is a Circus, Charlie Brown（1980年）
  - 日本語題（NHK第三期版）：サーカスの大スター スヌーピー
  - 日本語題（東北新社版）：ひやひやサーカスチャーリー・ブラウン【第3巻 第2話 収録】
  - 日本語題（ポニーキャニオン版）：スヌーピーのサーカス【第4巻 第2話 収録】
  - 放映連番・日本語題（カートゥーン ネットワーク放送版）：#27 サーカスの暮らし
- It's Magic, Charlie Brown（1981年）
  - 日本語題（NHK第三期版）：スヌーピーの大マジックショー
  - 日本語題（東北新社版）：スヌーピーのマジック・ショー【第2巻 第1話 収録】
  - 日本語題（ポニーキャニオン版）：スヌーピーのマジック・ショー【第5巻 第1話 収録】
  - 日本語題（BS2衛星アニメ劇場版）: これがマジック!
  - 放映連番・日本語題（カートゥーン ネットワーク放送版）：#32 スヌーピーのマジックショー
- Someday You'll Find Her, Charlie Brown（1981年）
  - 日本語題（NHK第三期版）：いい子がほしいなチャーリー・ブラウン
  - 日本語題（東北新社版）：チャーリー・ブラウンのひとめぼれ【第8巻 第2話 収録】
  - 日本語題（ポニーキャニオン版）：スヌーピー、あの子をさがして【第5巻 第2話 収録】
  - 放映連番・日本語題（カートゥーン ネットワーク放送版）：#4 いつか会えるさ
- A Charlie Brown Celebration（1982年）
  - 日本語題（NHK第三期版）：特集・スヌーピーとチャーリー・ブラウン
- It's an Adventure, Charlie Brown（1983年）
後の後継シリーズ「The Charlie Brown & Snoopy Show」の原型となった。
  - 日本語題（NHK第三期版）：冒険だよ、人生は
  - 日本語題（東北新社版）：大冒険ダヨ!チャーリー・ブラウン【第7巻 収録】
さらに下記8作品で構成されている。
    - SACK
      - 日本語題（東北新社版）：チャーリーの野球ノイローゼ

    - CADDIES
      - 日本語題（東北新社版）：ゴルフ場のアルバイト

    - KITE
      - 日本語題（東北新社版）：凧喰いの木

    - SONG
      - 日本語題（東北新社版）：ピアノの天才シュローダー

    - SALLY
      - 日本語題（東北新社版）：サリーは勉強が大嫌い

    - BUTTERFLY
      - 日本語題（東北新社版）：蝶ちょ 蝶ちょ

    - BLANKET
      - 日本語題（東北新社版）：ライナスの毛布

    - WOODSTOCK
      - 日本語題（東北新社版）：ウッドストック
- Is This Goodbye, Charlie Brown?（1983年）
  - 日本語題（東北新社版）：サ・ヨ・ナ・ラ【第10巻 第1話 収録】
  - 日本語題（ポニーキャニオン版）：おひっこしだって? スヌーピー【第6巻 第1話 収録】
  - 放映連番・日本語題（カートゥーン ネットワーク放送版）：#33 さよならはイヤ!
- What Have We Learned, Charlie Brown? A Tribute （1983年）
  - 日本語題（カートゥーン ネットワーク放送版）：#38 ぼくたちのフランス旅行
  - 劇場作品である「Bon Voyage, Charlie Brown (and Don't Come Back!!)（日本語題: 劇場版 スヌーピーとチャーリー・ブラウン ヨーロッパの旅）」の続編という形をとる。
- It's Flashbeagle, Charlie Brown（1984年）
  - 日本語題（東北新社版）：フラッシュダンスだよ、チャーリー・ブラウン【第5巻 第1話 収録】
  - 放映連番・日本語題（カートゥーン ネットワーク放送版）：#34 フラッシュビーグル!
- Snoopy's Getting Married, Charlie Brown（1985年）
  - 日本語題（学研版）：結婚するの? スヌーピー【第8巻（二か国語版） 収録】
  - 日本語題（ポニーキャニオン版）：スヌーピー結婚するの?【第6巻 第3話 収録】
  - 放映連番・日本語題（カートゥーン ネットワーク放送版）：#28 スヌーピーの結婚
- It’s Your 20th Television Anniversary, Charlie Brown（1985年）
- You're a Good Man, Charlie Brown（1985年）
  - 日本語題（ワーナー版）：きみはいい人、チャーリー・ブラウン【単品DVD】
  - 同名ミュージカルを60分アニメとして作品化。
- Happy New Year, Charlie Brown!（1986年）
  - 日本語題（BS2衛星アニメ劇場版 最終話）：ハッピーニューイヤー
- Snoopy: The Musical（1988年）
  - 日本語題（ポニーキャニオン版）：PEANUTSで英語を学ぼう SNOOPY THE MUSICAL
- It's the Girl in the Red Truck, Charlie Brown（1988年）
- Why, Charlie Brown, Why?（1990年）
  - 日本語題（ポニーキャニオン版）：スヌーピーはお医者さん チャーリー・ブラウン なぜなんだい?【第8巻 第1話 収録】
  - 日本語題（BS2衛星アニメ劇場版）：ライナスの願い
- You Don't Look 40, Charlie Brown（1990年）
- Snoopy's Reunion（1991年）
  - 日本語題（ポニーキャニオン版）：スヌーピー誕生【第8巻 第2話 収録】
  - 放映連番・日本語題（カートゥーン ネットワーク放送版）：#11 スヌーピーの生い立ち
- It's Spring Training, Charlie Brown（1992年）
野球チーム・ユニフォーム獲得を巡る作品としては、「Charlie Brown's All-Stars」以来、34年ぶりに製作された。なお、この作品に至っても、チャーリー・ブラウン達の野球チーム名は登場せず、スコアボードには「we」（相手チームは「they」）とのみ書かれ、中盤で獲得に成功していたユニフォームにはユニフォーム・スポンサーになってくれた店の頭文字「H」のみプリント印刷されている。
  - 日本語題（ポニーキャニオン版）：スヌーピーの野球ゲーム【第8巻 第3話 収録】
  - 放映連番・日本語題（カートゥーン ネットワーク放送版）：#20 野球シーズンがやってきた
- It's Christmastime Again, Charlie Brown（1992年）
  - 日本語題（ポニーキャニオン版）：スヌーピーとチャーリー・ブラウンのクリスマス物語【第9巻 第2話 収録】
  - 日本語題（BS2衛星アニメ劇場版）：クリスマス再び
- You're in the Superbowl, Charlie Brown（1994年）
- It Was My Best Birthday Ever, Charlie Brown（1997年）
- Good Grief, Charlie Brown: A Tribute to Charles Schulz（2000年）
- Here's to You, Charlie Brown: 50 Great Years（2000年）
- It's the Pied Piper, Charlie Brown（2000年）
- The Making of"A Charlie Brown Christmas"（2001年）
- A Charlie Brown Valentine（2002年）
  - 日本語題（ワーナー・DVD版）：恋するスヌーピー
- Charlie Brown's Christmas Tales（2002年）
  - 日本語題（ワーナー・DVD版）：スヌーピーのクリスマス・テイルズ
- Lucy Must Be Traded, Charlie Brown（2003年）
- I Want a Dog for Christmas, Charlie Brown（2003年）
  - 日本語題（ワーナー・DVD版）：スヌーピーのクリスマスプレゼント
- He's a Bully, Charlie Brown（2006年）
  - 日本語題（ワーナー・DVD版）：スヌーピーのいじめっ子と勝負
- Happiness Is a Warm Blanket, Charlie Brown（2011年）
  - 日本語題（ワーナー・DVD版）：Happiness is: スヌーピーと幸せのブランケット

### テレビ放映短編（The Charlie Brown and Snoopy Show）
約30分の放送枠の中で、一話5分前後のショート・ストーリーを数話前後に束ねて、一つの回を構成している。
回の連番については、例えば第一回であれば「The Charlie Brown and Snoopy Show #1」という具合に付番表示された。
全18回。オープニングテーマの曲名は「LET'S HAVE A PARTY!」。
BS2衛星アニメ劇場を通じ、日本で初公開された回もいくつか存在する。
アメリカ本国での放映は低視聴率しか得られず、結局、打ち切りされた。
- 1（1983年）
  - 下記11作品で構成されている。
    - Shaking
    - Spaghetti
    - Football
    - Baseball
    - Toast
    - Snow Sculpture
    - Sit
    - School
    - Kite
    - The Blanket
    - Sally
- 2（1983年）
  - カートゥーン ネットワーク放映連番：#6
  - 下記10作品で構成されている。
    - Snoopy and Woodstock
      - 日本語題（カートゥーン ネットワーク放送版）：スヌーピーとウッドストック

    - Sally
      - 日本語題（カートゥーン ネットワーク放送版）：サリーの「見せて、お話」

    - Piano
      - 日本語題（カートゥーン ネットワーク放送版）：シュローダーのピアノ

    - Baseball
      - 日本語題（カートゥーン ネットワーク放送版）：雨の野球

    - Sunsets
      - 日本語題（カートゥーン ネットワーク放送版）：ルーシーの精神分析

    - Football
      - 日本語題（カートゥーン ネットワーク放送版）：アメリカン・フットボール

    - Security Blanket
      - 日本語題（カートゥーン ネットワーク放送版）：安心な毛布

    - Kite
      - 日本語題（カートゥーン ネットワーク放送版）：タコの糸

    - Woodstock
      - 日本語題（カートゥーン ネットワーク放送版）：ウッドストック

    - Clinging Snoopy
      - 日本語題（カートゥーン ネットワーク放送版）：くっつきスヌーピー
- 3（1983年）
  - カートゥーン ネットワーク放映連番：#7
  - 下記6作品で構成されている。
    - Woodstock
      - 日本語題（カートゥーン ネットワーク放送版）：巣づくり

    - Baseball
      - 日本語題（カートゥーン ネットワーク放送版）：あこがれの赤毛の女の子

    - Sally
      - 日本語題（カートゥーン ネットワーク放送版）：サリーの「見せて、お話」

    - Peppermint Patty
      - 日本語題（カートゥーン ネットワーク放送版）：ペパーミント パティ

    - Piano
      - 日本語題（カートゥーン ネットワーク放送版）：シュローダーのピアノ

    - Blanket
      - 日本語題（カートゥーン ネットワーク放送版）：ぼくの毛布 返して!
- 4（1983年）
  - 下記8作品で構成されている。
    - Sally and Snoopy
    - Football
    - Beads
    - Love
    - Snowballs
    - Kite Flying
    - Linus and Lucy
    - Baseball
- 5（1983年）
  - 下記4作品で構成されている。
    - Kiss
    - Peppermint Patty
    - Charlie Brown Lost!
    - Snoopy
- 6（1983年）
  - カートゥーン ネットワーク放映連番：#5
  - 下記4作品で構成されている。
    - Crawl
      - 日本語題（カートゥーン ネットワーク放送版）：はい歩き

    - Marcie
      - 日本語題（カートゥーン ネットワーク放送版）：キャンプは楽しい?

    - Truffles
      - 日本語題（カートゥーン ネットワーク放送版）：トリュフ

    - The Lost Ballfield
      - 日本語題（カートゥーン ネットワーク放送版）：野球場がなくなる
- 7（1983年）
  - 日本語題（ポニーキャニオン版）：スヌーピーのたのしい庭づくり 【第5巻 第3話 収録】
  - カートゥーン ネットワーク放映連番：#10
  - 下記4作品で構成されている。
    - SHOVELING
      - 日本語題（ポニーキャニオン版）: スヌーピーのたのしい庭づくり
      - 日本語題（カートゥーン ネットワーク放送版）：畑づくり

    - RE-RUN
      - 日本語題（ポニーキャニオン版、カートゥーン ネットワーク放送版）: リラン

    - LOST BLANKET
      - 日本語題（ポニーキャニオン版）: 迷子の毛布
      - 日本語題（カートゥーン ネットワーク放送版）：毛布がない

    - THE MANAGER
      - 日本語題（ポニーキャニオン版）: マネージャー
      - 日本語題（カートゥーン ネットワーク放送版）：迷監督スヌーピー
- 8（1983年）
  - 日本語題（学研版）: スヌーピーの悩み相談【第12巻（二か国語版） 収録】
  - カートゥーン ネットワーク放映連番：#2
  - 下記5作品で構成されている。
    - Kite-Eating Tree
      - 日本語題（カートゥーン ネットワーク放送版）：タコを食べる木

    - Sally
      - 日本語題（カートゥーン ネットワーク放送版）：サリーの宿題

    - Camp
      - 日本語題（カートゥーン ネットワーク放送版）：サマーキャンプ

    - Lucy Loves Schroeder
      - 日本語題（カートゥーン ネットワーク放送版）：ルーシーはシュローダーが好き

    - Scared Snoopy
      - 日本語題（カートゥーン ネットワーク放送版）：こわがりやのスヌーピー
- 9（1983年）
  - 下記4作品で構成されている。
    - Charlie Brown & Lucy
    - Kite
    - The Dance
    - Thiebault
- 10（1983年）
  - カートゥーン ネットワーク放映連番：#16
  - 下記4作品で構成されている。
    - Gold Stars
      - 日本語題（カートゥーン ネットワーク放送版）：金の星

    - Blanket
      - 日本語題（カートゥーン ネットワーク放送版）：安心な毛布

    - Piano
      - 日本語題（カートゥーン ネットワーク放送版）：ピアノはどこ?

    - Teaching
      - 日本語題（カートゥーン ネットワーク放送版）：アメリカン・フットボール
- 11（1983年）
  - 日本語題（ポニーキャニオン版）：スヌーピーは優等生 【第6巻 第2話 収録】
  - カートゥーン ネットワーク放映連番：#14
  - 下記5作品で構成されている。
    - STRAWS
      - 日本語題（カートゥーン ネットワーク放送版）：ストロー

    - Lucy Baseball
      - 日本語題（カートゥーン ネットワーク放送版）：ルーシーのリポーター

    - Peppermint Patty
      - 日本語題（カートゥーン ネットワーク放送版）：ペパーミント パティ

    - DAISY HILL PUPPY CUP
      - 日本語題（ポニーキャニオン版）：スヌーピーは優等生
      - 日本語題（カートゥーン ネットワーク放送版）：ディジーヒル名犬大賞

    - Linus and Lucy
      - 日本語題（カートゥーン ネットワーク放送版）：ライナスとルーシー 〜弟と姉〜
- 12（1983年）
  - 日本語題（学研版）：野球が大好きスヌーピー【第11巻（二か国語版） 収録】
  - カートゥーン ネットワーク放映連番：#13
  - 下記5作品で構成されている。
    - Sally at School
      - 日本語題（カートゥーン ネットワーク放送版）：サリーは勉強中

    - Football
      - 日本語題（カートゥーン ネットワーク放送版）：アメリカン・フットボール

    - School Patrol
      - 日本語題（カートゥーン ネットワーク放送版）：スクール・パトロール

    - Blanket
      - 日本語題（カートゥーン ネットワーク放送版）：毛布が笑う

    - The Team
      - 日本語題（学研版）：野球が大好きスヌーピー
      - 日本語題（カートゥーン ネットワーク放送版）：チームワーク
- 13（1983年）
  - 日本語題（学研版）：いたずらはやめて! スヌーピー【（背表紙青版）日本語吹替版 第1巻 第2話 収録】
  - カートゥーン ネットワーク放映連番：#18
  - 下記5作品で構成されている。
    - Vulture
      - 日本語題（学研版）：いたずらはやめて! スヌーピー
      - 日本語題（カートゥーン ネットワーク放送版）：ハゲワシ

    - Blanket
      - 日本語題（カートゥーン ネットワーク放送版）：安心な毛布

    - Peppermint Patty
      - 日本語題（カートゥーン ネットワーク放送版）：ペパーミント パティ

    - Re-run
      - 日本語題（カートゥーン ネットワーク放送版）：リラン

    - Rainy Day
      - 日本語題（カートゥーン ネットワーク放送版）：さあ!開幕戦だ!
- 14（1985年）
  - 日本語題（学研版）：スヌーピーと豆の木【（背表紙青版）日本語吹替版 第2巻 第2話 収録】
  - カートゥーン ネットワーク放映連番：#3
  - 下記3作品で構成されている。
    - Snoopy's Foot
      - 日本語題（カートゥーン ネットワーク放送版）：スヌーピーの足

    - Giant
      - 日本語題（学研版）：スヌーピーと豆の木
      - 日本語題（カートゥーン ネットワーク放送版）：ジャイアント

    - Rerun
      - 日本語題（カートゥーン ネットワーク放送版）：おませなリラン
- 15（1985年）
  - 日本語題（ポニーキャニオン版）：たよりないね、チャーリー・ブラウン 【第7巻 第1話 収録】
  - 下記3作品で構成されている。
    - PELICANS
      - 日本語題（ポニーキャニオン版）：ペリカンズ

    - GREAT PUMPKIN
      - 日本語題（ポニーキャニオン版）：かぼちゃ大王

    - SPIKE
      - 日本語題（ポニーキャニオン版）：スパイク
- 16（1985年）
  - 日本語題（学研版）：スヌーピーのコンピューターゲーム【（背表紙青版）日本語吹替版 第3巻 第2話 収録】
  - 日本語題（ポニーキャニオン版）：スヌーピーのコンピューターゲーム【第7巻 第2話 収録】
  - カートゥーン ネットワーク放映連番：#17
  - 下記3作品で構成されている。
    - SNOOPY ROBOT
      - 校外授業としての美術館見学を舞台にした作品としては、「There's No Time for Love, Charlie Brown」以来、12年ぶりに製作された。
      - 日本語題（学研版、ポニーキャニオン版）：スヌーピーのコンピューターゲーム
      - 日本語題（カートゥーン ネットワーク放送版）：スヌーピーのロボット

    - LINUS AND THE BLANKET
      - 日本語題（ポニーキャニオン版）：ライナスと毛布
      - 日本語題（カートゥーン ネットワーク放送版）：安心な毛布

    - FRIENDS
      - 日本語題（ポニーキャニオン版）：チャーリー・ブラウンの意外な夏休み
      - 日本語題（カートゥーン ネットワーク放送版）：友だち
- 17（1985年）
  - カートゥーン ネットワーク放映連番：#9
  - 下記3作品で構成されている。
    - School Days
      - 日本語題（カートゥーン ネットワーク放送版）：ペパーミント パティのレポート

    - Snoopy's Trick
      - 日本語題（カートゥーン ネットワーク放送版）：ふしぎなスヌーピー

    - Snoopy's Flight
      - 日本語題（カートゥーン ネットワーク放送版）：スヌーピーはパイロット
- 18（1985年）
  - 下記3作品で構成されている。
    - The Play
    - Sweet Babboo!
    - Snoopy's Story

### This Is America, Charlie Brown（アメリカへようこそ）シリーズ
全8作品（1988年 - 1989年）
- This Is America, Charlie Brown The NASA Space Station
  - 作品の舞台は国際宇宙ステーションではなく、フリーダム宇宙ステーション。
  - 歴代作品の中で唯一、顔出しで大人キャラクター（複数の地上運用管制官。全員、男性）が登場している。該当場面画像
  - 結末はライナスの夢オチとされている。
  - 同シリーズのもう1作である「アメリカへようこそ 音楽とヒーロー」と異なり、作中での教育的要素は全く無い。
    - 日本語題（ポニーキャニオン版）：スヌーピーは宇宙飛行士【第7巻 第3話 収録】
    - 放映連番・日本語題（カートゥーン ネットワーク放送版）：#35 アメリカへようこそ ナサ宇宙基地
- This Is America, Charlie Brown The Music and Heroes of America
  - アメリカの建国史を絡めながら音楽史を解説し、進行。
    - 放映連番・日本語題（カートゥーン ネットワーク放送版）：#36 アメリカへようこそ 音楽とヒーロー
- This Is America, Charlie Brown The Mayflower Voyagers
- This Is America, Charlie Brown The Wright Brothers at Kitty Hawk
- This Is America, Charlie Brown The Great Inventors
- This Is America, Charlie Brown The Building of the 
Transcontinental Railroad

### PEANUTS スヌーピーショートアニメ シリーズ
フランスで製作されフランスでは2014年に放送された。カートゥーン ネットワークでは2015年に放送された。全26作品（2015年）
- 各話、約8分間弱のショートストーリー。TVシリーズ初のハイビジョン作品。
- 2015年10月4日から12月27日までテレビ東京にて放送。
- 2017年10月7日から2020年3月28日まで毎週土曜にNHK Eテレでも放送された。字幕視聴対応、副音声はフランス語ではなく英語。3分の放送枠に編集・構成され、2019年9月末に104回まで放送した後、翌月以降は再放送に移行していた。BSプレミアムでも、Eテレ放送分第79回を初回として2019年8月11日から放送開始。Eテレの放送が終了した後も継続している。
- 下記の各回題名は、カートゥーン ネットワークによる邦題。
  - 第1回 「しっかりやってよ、スヌーピー」
  - 第2回 「学校の仲間達」
  - 第3回 「大丈夫だよ、チャーリー・ブラウン」
  - 第4回 「ライナスの大切な物」
  - 第5回 「赤毛の女の子」
  - 第6回 「スポーツ大好き」
  - 第7回 「もっと弾いてよ、シュローダー」
  - 第8回 「正しいか間違いか」
  - 第9回 「恋って何なの？」
  - 第10回 「もうすぐクリスマス」
  - 第11回 「フリーダは髪が自慢」
  - 第12回 「スヌーピーの1日」
  - 第13回 「トラブル発生」
  - 第14回 「人気者になりたい」
  - 第15回 「個性で勝負」
  - 第16回 「野生の動物」
  - 第17回 「名監督チャーリー・ブラウン」
  - 第18回 「大好き！オスマー先生」
  - 第19回 「ペパーミント・パティの転校」
  - 第20回 「僕の毛布」
  - 第21回 「スヌーピーの小説」
  - 第22回 「チャーリー・ブラウンの凧揚げ」
  - 第23回 「思いやりが大切」
  - 第24回 「ハッキリさせてよ」
  - 第25回 「どうかしてるよ スヌーピー」
  - 第26回 「ミス・コンテスト」

### OVA
- It Was My Best Birthday Ever, Charlie Brown（1997年）
  - 実質、ライナスが主人公の作品。
    - 日本語題（CIC・ビクター ビデオ版）: スヌーピーとチャーリー・ブラウン お誕生日おめでとう!

### 劇場公開作品
- 劇場版 第3作「Race for Your Life, Charlie Brown」および劇場版 第4作（日本では劇場公開されず）「Bon Voyage, Charlie Brown (and Don't Come Back!!)」の映像ソフト流通はVHS化のみで、DVD化はされていない。映像ソフト流通でBlu-ray化されているのは、劇場版 第5作「I LOVE スヌーピー THE PEANUTS MOVIE」のみとなっている。
- ≪劇場公開作品 日本語吹き替え版 各バージョンの詳細≫

#### A Boy Named Charlie Brown（1969年12月6日公開）
- 日本語題: スヌーピーとチャーリー
- 日本語題: スヌーピーとチャーリー・ブラウン
- 日本語題（カートゥーン ネットワーク放送版）: チャーリー・ブラウンという男の子
- スペリング・ビー（単語の綴りを答えるコンテスト）が題材。「がんばれ えいゆう!」「もうひといき!」の上下2巻でコミック化。
- ポップアートや前衛絵画が随所に登場し、さながら実験アニメ風の如き様相を持つ。
- 劇中でシュローダーがピアノを演奏する。ポップアートに彩られたこのシーンで彼が演奏しているのはベートーヴェンのピアノソナタ第8番『悲愴』の第2楽章。
- チャーリー・ブラウンの率いる野球チームが初めて試合に勝つ（ただし、チャーリー・ブラウンはスペリング・ビー全米大会最終予選出場のため、試合には出場できず、大会会場へ応援に駆けつけたライナスからの報告を通じ、当の出来事が明らかになる）。
  - 「The Charlie Brown and Snoopy Show #3」挿入話のうちの二話目「Baseball」でも、試合を観戦しに来た赤毛の女の子の視線が気になり気が動転したチャーリー・ブラウンが途中降板・帰宅後、勝利。
- 日本では1972年9月23日公開。配給は東和が、1976年公開版の配給は東宝東和が、1984年公開版（『少年ケニア』と同時上映）の配給は東映がそれぞれ担当した。
- 1976年公開版及び松竹CBS/FOXビデオから発売されたソフト版でのチャーリー・ブラウン役の声優は野沢雅子、ルーシー役は平井道子が担当。
- ライナスがチャーリーブラウンに安心毛布を貸し出し、しばらく毛布なしで生活するという珍しい展開がある。体調は絶不調。
- 「チャーリーブラウンという男の子」として放送される際は「帰っておいで、スヌーピー」と同じく、チャーリー・ブラウンを坂本千夏、ライナス役を横沢啓子、ルーシー役を渕崎ゆり子が担当している。もともと TBS「木曜シネマシアター」で放送された際の布陣であるが、NHKやカートゥーン ネットワークでの放送もこのバージョンが放映された。
- 第43回アカデミー賞、編曲・歌曲部門にノミネートされた。

#### Snoopy Come Home（1972年8月9日公開）
- 日本語題: スヌーピーの大冒険
- 日本語題: スヌーピーアドベンチャー
- 日本語題: 帰っておいで、スヌーピー
- 日本では1973年8月11日に公開。配給は東和が、1985年公開版の配給は東映クラシックフィルムがそれぞれ担当した。
- 1973年公開版はチャーリー・ブラウン役の声優を野沢雅子が担当。CBS/FOXビデオF.E.K.K.（販売レーベルは松竹CBS/FOXビデオ）から発売されたソフト版では、チャーリー・ブラウン役の声優を古田信幸、ルーシー役を滝沢久美子が担当。他、テレビ放映版（放送局： TBS、NHK、カートゥーン ネットワーク）では、チャーリー・ブラウン役の声優を坂本千夏、ライナス役を横沢啓子、ルーシー役を渕崎ゆり子が担当していた。

#### Race for Your Life, Charlie Brown（1977年8月24日公開）
- 日本語題: がんばれ!スヌーピー
- 日本語題: スヌーピーとチャーリーブラウン
- 日本語題: 劇場版 スヌーピーとチャーリー・ブラウン がんばれ!スヌーピー
- 日本では1977年7月16日に公開（本国よりも一ヶ月先行）。劇場公開時のチャーリー・ブラウン役の声優は野沢雅子が担当。CIC・ビクター ビデオ版では、チャーリー・ブラウン役の声優を古田信幸、ルーシー役を滝沢ロコが担当。他、テレビ放映版（放送局： 日本テレビ、カートゥーン ネットワーク）では、チャーリー・ブラウン役の声優を塩屋翼、ライナス役を塩沢兼人が担当していた。

#### Bon Voyage, Charlie Brown (and Don't Come Back!!)（1980年5月30日公開）
- 日本語題: スヌーピーとチャーリー ヨーロッパの旅
- 日本語題: 劇場版 スヌーピーとチャーリー・ブラウン ヨーロッパの旅
- 日本で唯一、劇場未公開の映画作品となった。
- CIC・ビクター ビデオ版（第1期・第2期）では、チャーリー・ブラウン役の声優を古田信幸が担当。

#### I LOVE スヌーピー THE PEANUTS MOVIE（2015年11月6日公開）
- 詳細は『I LOVE スヌーピー THE PEANUTS MOVIE』を参照。
- 映像化作品で唯一、3D映画化されている。

### ウェブ配信作品
以下はすべてAppleが運営している動画配信サービスApple TV+にて配信されている。

#### スヌーピー 宇宙への道（2019年）
Apple TV+のサービスが開始された2019年11月1日より配信された。

#### スヌーピーのショータイム!（2021年）
原題はThe Snoopy Show。ピーナッツ生誕70周年を記念した作品で、2021年2月5日より配信開始。

### 日本語吹き替え版アニメ
1971年12月25日に最初の日本語吹き替え版が、NHK総合テレビで製作・放送された（この回は『チャーリー・ブラウンのクリスマス』（現在の邦題は『スヌーピーのメリークリスマス』））。≪日本語吹き替え版 各バージョンの詳細≫
チャーリー・ブラウン＝谷啓（NHK第一期・NHK第二期・東京12チャンネル）版、及びチャーリー・ブラウン＝なべおさみ（NHK第三期）版については、テレビ放映（本放送と何度かの再放送）のみでビデオ化・DVD化はされておらず、視聴はほぼ不可能である。チャーリー・ブラウン＝古田信幸（東北新社）版、及びチャーリー・ブラウン＝杉山佳寿子（学研）版についても、ビデオ化こそされているものの、権利問題などのためDVD化はされていない。
原作者シュルツはアメリカでのアニメ放送が始まる際、より子供らしさを演出するために同年代の子役を吹き替えにあてるべきだとスタッフに述べて受け入れられ、アメリカでは子役たちが声を当て、声変わりをすると交代している。日本でも一部の吹き替え版（チャーリー・ブラウン＝日吉孝明（ポニーキャニオン）版、チャーリー・ブラウン＝奈良和憲（BS2・カートゥーン ネットワーク）版）などは子役を起用している。
なお、以下のすべてのバージョンにおいて、スヌーピーとウッドストックの声（彼らは人間の言葉はしゃべらない。唸り声や叫びなどを上げるのみ）は、アニメ版の監督であるビル・メレンデスが演じている原語版をそのまま流用している。

#### 谷啓（NHK第一期）（1971年 - 1972年）
声優
- チャーリー・ブラウン（声: 谷啓）
- サリー・ブラウン（声: 加藤みどり）
- ルーシー・ヴァンペルト（声: うつみ宮土理）
- ライナス・ヴァンペルト（声: 小宮山清）
- シュローダー（声: 肝付兼太）
- ペパミントパティ（声: 林洋子）
- ピッグペン（声: 八代駿）

#### 谷啓（NHK第二期）（1975年 - 1976年）
声優
- チャーリー・ブラウン（声: 谷啓）
- サリー・ブラウン（声: 松島トモ子）
- ルーシー・ヴァンペルト（声: うつみ宮土理）
- ライナス・ヴァンペルト（声: 野沢那智）
- リラン・ヴァン・ペルト（声: 曽我部和行）
- シュローダー（声: 田中亮一）
- ペパミントパティ（声: 林洋子）
- マーシー（声: 牧野和子）
- フランクリン（声: 西川幾雄）
- ピッグペン（声: 八代駿）
- ラッセル・アンダーソン（声: 田村錦人）

#### 谷啓（東京12チャンネル）（1977年 - 1978年）
東京12チャンネル（現：テレビ東京）で放送されたバージョン。番組名称は「まんがスヌーピー」。初公開された作品はNHK版と同一キャストによる新規吹き替えだが、一部の作品でNHK第一期・第二期折衷のキャストとなっている。
日本の放送時間
|        | 放送期間 | 放送期間  | 放送時間（JST）   |
| ------ | -------- | --------- | ----------------- |
| 本放送 | 1977.4.5 | 1977.6.28 | 火曜19:30 - 20:00 |
| 再放送 | 1978.1.5 | 1978.3.30 | 木曜19:30 - 20:00 |

（参考：『毎日新聞 縮刷版』毎日新聞社、1977年4月5日 - 同年6月28日・1978年1月5日 - 同年3月30日頁。ラジオ・テレビ欄）
声優
- チャーリー・ブラウン（声: 谷啓）
- サリー・ブラウン（声: 加藤みどり&松島トモ子）
- ルーシー・ヴァンペルト（声: うつみ宮土理）
- ライナス・ヴァンペルト（声: 小宮山清&野沢那智）
- シュレーダー（シュローダー）（声: 肝付兼太&田中亮一）
- ペパミントパティ（声: 林洋子）
- マーシー（声: 牧野和子）
- フランクリン（声: 西川幾雄）
- ピッグペン（声: 八代駿）
- バイオレット（声: 駒村クリ子）
- パティ（声: 吉田恵美子）
- シャーミー（声: 幹本雄之）
- フリーダ、ロレッタ（声: 松金よね子）

| 東京12チャンネル 火曜19時台後半枠 | 東京12チャンネル 火曜19時台後半枠 | 東京12チャンネル 火曜19時台後半枠 |
| 前番組                            | 番組名                            | 次番組                            |
| --------------------------------- | --------------------------------- | --------------------------------- |
| 天下一大物伝                      | まんがスヌーピー （本放送）       | ジャンボゴリラの大冒険            |
| 東京12チャンネル 木曜19時台後半枠 |                                   |                                   |
| 合身戦隊メカンダーロボ            | まんがスヌーピー （再放送）       | ハロー! ピンクレディー            |

#### なべおさみ（NHK第三期）（1981年 - 1985年）
第一期に谷啓らによって一度公開されたにもかかわらず、第二期になべおさみらによって新たに収録しなおされた作品も何点かある。
また、第二期は声優の他に日本語訳にもその特徴がある。通常、ペパーミントパティはチャーリー・ブラウンをチャック、マーシーはチャールズと呼ぶが、この第二期吹き替えではチャーリー、もしくはチャーリー・ブラウンと呼ぶようになっている。また、シュローダーという名前が第一期同様シュレーダーとされているが、これは当時そう翻訳されていたため。
この他にも第二期吹き替えでは、原作そのままだと日本語的に不自然になってしまう箇所を秀逸に意訳している。放送時間も短く、谷啓版とは異なり本編中の一部がカットされていたり、エンディング部分をカットされることなども多かった。そのため、赤毛の女の子登場回の、チャーリー・ブラウンが最後に浮かれまくるエンドロール中の長いセリフは、最初と最後を強引に繋ぎ合わせており、非常に不自然である。
声優
- チャーリー・ブラウン（声: なべおさみ）
- サリー・ブラウン（声: 斉藤友子）
- ルーシー・ヴァンペルト（声: 一条みゆ希）
- ライナス・ヴァンペルト（声: 塩屋翼）
- シュレーダー（シュローダー）（声: 島田敏）
- ペパミントパティ（声: 神保共子）
- マーシー（声: 鵜飼るみ子、木藤聡子）
- フランクリン（声: 西川幾雄）
- ピッグペン（声: 緒方賢一）
- バイオレット（声: 榊原良子）
- パティ（声: 吉田恵美子）
- シャーミー（声: 幹本雄之）
- フリーダ（声: 富山峰子）
- ロレッタ（声: 小川菜摘）

#### 古田信幸（1983年 - 1998年）
商品展開時期としては実に約15年間にもおよび、最長と言われる。
- 東北新社（販売レーベルは東映、映像レーベルはMedia Home Entertainment）により「アイ・ラブ・スヌーピー」というシリーズ名でビデオ化（全10巻 絶版）。また、CBS/FOXビデオF.E.K.K.（英語版）（販売レーベルは松竹CBS/FOXビデオ）やCIC・ビクター ビデオから新作短編と劇場版をビデオ化した。

声優
- チャーリー・ブラウン（声: 古田信幸）
- サリー・ブラウン（声: 神代知衣）
- ルーシー・ヴァンペルト（声: 滝沢久美子、滝沢ロコ）
- ライナス・ヴァンペルト（声: 堀内賢雄、関俊彦）
- シュローダー（声: 小野健一）
- ペパーミントパティ（声: 羽村京子、伊倉一恵）
- マーシー（声: 滝沢久美子、高田由美）
- フリーダ、クララ（声: 木藤聡子）
- ライラ（声: 吉田美保）
- その他（声: 松井菜桜子 ほか）

#### 杉山佳寿子（1990年代）
全キャストに女性声優を充てているのが特徴。
- 学研（各作品は、一部を除きセル版の販売レーベルはビクター音楽産業（現：ビクターエンタテインメント）、レンタル版の販売レーベルは東宝）により「スヌーピー&チャーリー・ブラウン」というシリーズ名でビデオ化。各作品の日本語題は、一部を除きポニーキャニオン版と同じ。二種類の日本語吹き替え版（発売時期により背表紙の色・一本あたりに収録されている話数が異なる）共に、東北新社版と被っている収録話はない。二か国語版については、一話分（「A Charlie Brown Christmas」（1965年））のみ東北新社版と被っている。三種類、全て絶版。
  - 日本語吹き替え版（ビデオテープ背表紙青版）: ビデオ一巻につき、二話分収録。全3巻。
  - 日本語吹き替え版（ビデオテープ背表紙赤版）: ビデオ一巻につき、一話分のみ収録。背表紙青版に比べ、一話分ラインナップが多い（「スヌーピーのプレイボール!」It's Arbor Day, Charlie Brown（1976年））。全7巻。
  - 二か国語版（ビデオテープ背表紙緑版）: 全5巻（巻数は、背表紙赤版の方の日本語吹き替え版と一緒に連番されているため、8 - 12と付番されている）。

声優
- チャーリー・ブラウン（声: 杉山佳寿子）
- サリー・ブラウン（声: 松井菜桜子）
- ルーシー・ヴァンペルト（声: 三輪勝恵）
- ライナス・ヴァンペルト（声: 伊倉一恵）
- シュローダー（声: 折笠愛）
- ペパーミントパティ（声: 山田栄子）
- マーシー（声: 林原めぐみ）
- フランクリン（声: 富沢美智恵）
- ピッグ・ペン（声: 水谷優子）
- バイオレット（声: 水谷優子、川村万梨阿）
- フリーダ（声: 水谷優子、伊藤美紀）
- シャーミー（声: 真柴摩利）
- リラン（声: こおろぎさとみ）

#### 日吉孝明
全キャストに子供声優を充てている（各役の担当が固定化されていない）のが特徴。
- ポニーキャニオンにより「SNOOPY」というシリーズ名でビデオ化（全10巻）

声優
- チャーリー・ブラウン（声: 日吉孝明）
- その他（声: 林勇、金沢奈穂、石井寧、岩下恭子、青木夏海、奈良和憲 etc...）

#### 奈良和憲
日吉孝明の時と同様に、全キャストに子供声優を充てている。
- NHK衛星第2テレビジョンの「衛星アニメ劇場」で約1年間放送（「A CHARLIE BROWN CHRISTMAS」のみクリスマス特別番組で放送）。後に同じ内容のものを「チャーリー・ブラウンとスヌーピー」というシリーズ名で、CSやケーブルテレビを介しカートゥーン ネットワークで放送されていた（2015年頃に放送終了）。現在のところ全39回であるが、第38回（#38）「ぼくたちのフランス旅行（原題：What Have We Learned, Charlie Brown?）」は戦争シーン（チャーリー・ブラウンの祖父も従軍していた連合軍によるノルマンディ上陸作戦）を含むという理由[27]から放送ラインナップから外され、欠番扱いとなっている。最終回となった「スヌーピーの生い立ち（原題：Snoopy's Reunion）」では俳優の火野正平がゲスト出演した。

声優
- チャーリー・ブラウン（声: 奈良和憲）
- サリー・ブラウン（声: 松崎夏希）
- ルーシー・ヴァンペルト（声: 小高奈月）
- ライナス・ヴァンペルト（声: 大久保祥太朗）
- リラン・ヴァンペルト（声: 松崎駿司）
- ペパーミント・パティ（声: 奥野れみ）
- マーシー（声: 川口沙織）
- シュローダー（声: 田中裕規）
- フランクリン（声: 加藤真央）
- パティ（声: 島田裕里）
- バイオレット（声: 松下菜美）

#### 劇場版アニメ

##### 野沢雅子
- 「スヌーピーとチャーリー」
- 「スヌーピーの大冒険」
- 「がんばれ!スヌーピー」

声優
- チャーリー・ブラウン（声: 野沢雅子）
- サリー・ブラウン（声: 貴家堂子）
- ルーシー・ヴァンペルト（声: 平井道子）
- ライナス・ヴァンペルト（声: 松島みのり&太田淑子）
- シュローダー（声: 吉田理保子&松島みのり）
- バイオレット（声: 山本嘉子）
- ペパーミント・パティ（声: 丸山裕子）
- マーシー（声: 杉山佳寿子）
- フランクリン（声: 白川澄子）
- ピッグ・ペン（声: 松金よね子）
- パティ（声: 丸山裕子）
- フリーダ（声: 友近佳子）
- シャーミー（声: 小宮和枝）
- クララ（声: 杉山佳寿子）
- ライラ（声: 増山江威子）

##### 塩屋翼
- 「スヌーピーとチャーリーブラウン」

声優
- チャーリー・ブラウン（声: 塩屋翼）
- サリー・ブラウン（声: 井上瑤）
- ライナス・ヴァンペルト（声: 塩沢兼人）
- ペパミント・パティ（声：小宮和枝）
- フランクリン（声: 龍田直樹）
- サマーキャンプのワル1（リーダー）（声: 富山敬）
- サマーキャンプのワル2（太っちょ）（声: たてかべ和也）
- サマーキャンプのワル3（前歯）（声: 肝付兼太）

##### 松岡洋子
- 「スヌーピーとチャーリー・ブラウン」
- 「スヌーピーアドベンチャー」

声優
- チャーリー・ブラウン（声: 松岡洋子）
- サリー・ブラウン（声: 大杉久美子&及川ひとみ）
- ルーシー・ヴァンペルト（声: 小宮和枝）
- ライナス・ヴァンペルト（声: 松島みのり）
- シュローダー（声: 戸田恵子）
- バイオレット（声: 潘恵子）
- ペパーミント・パティ（声: 山本圭子）
- パティ（声: 田中真弓）
- フリーダ（声: 滝沢久美子）
- クララ（声: 堀絢子）
- ライラ（声: 大杉久美子）
- スヌーピー（声: 山崎唯）
- ウッドストック（声: 田中真弓）

##### 坂本千夏
- 「チャーリーブラウンという男の子」
- 「帰っておいで、スヌーピー」

声優
- チャーリー・ブラウン（声: 坂本千夏）
- サリー・ブラウン（声: 山田妙子）
- ルーシー・ヴァンペルト（声: 渕崎ゆり子）
- ライナス・ヴァンペルト（声: 横沢啓子）
- シュローダー（声: 鈴木みえ）
- バイオレット（声: 玉川砂記子）
- ペパーミント・パティ（声: 前田雅恵）
- ピッグ・ペン（声: 高乃麗）
- パティ（声: 深雪さなえ）
- フリーダ（声: 稀代桜子＆池上麻里子）
- クララ（声: 稀代桜子）
- ライラ（声: 三田ゆう子）
- スヌーピー（声: 松本梨香）※実際にはシャーミー

##### 古田信幸（第一期）
- 「スヌーピーの大冒険」
- 「スヌーピーとチャーリー ヨーロッパの旅」

声優
- チャーリー・ブラウン（声: 古田信幸）
- サリー・ブラウン（声: 神代知恵）
- ルーシー・ヴァンペルト、マーシー（声: 滝沢久美子）
- ライナス・ヴァンペルト（声: 堀内賢雄）
- シュローダー（声: 小野健一）
- ペパーミント・パティ（声: 羽村京子）
- フリーダ、クララ（声: 木藤聡子）
- ライラ（声: 吉田美保）
- その他（声: 松井菜桜子 他）

##### 古田信幸（第二期）
- 「劇場版 スヌーピーとチャーリー・ブラウン がんばれ!スヌーピー」
- 「劇場版 スヌーピーとチャーリー・ブラウン ヨーロッパの旅」

声優
- チャーリー・ブラウン（声: 古田信幸）
- サリー・ブラウン（声: 神代知衣）
- ルーシー・ヴァンペルト（声: 滝沢ロコ）
- ライナス・ヴァンペルト（声: 関俊彦）
- ペパーミント・パティ（声: 伊倉一恵）
- マーシー（声: 高田由美）
- その他（声: 菊池正美、吉田古奈美、藤本譲、大木民夫、田中敦子、大川透）

##### 下條アトム
2003年12月29日にNHK衛星第2テレビジョンで放送されたもの（再放送：2004年12月31日）。
- 「スヌーピーとチャーリーブラウン ヨーロッパの旅」

声優
- チャーリー・ブラウン（声: 下條アトム）
- サリー・ブラウン（声: 小桜エツ子）
- ルーシー・ヴァンペルト（声: まるたまり）
- ライナス・ヴァンペルト（声: 森川智之）
- シュローダー（声: 成瀬誠）
- バイオレット（声: 吉田小百合）
- ペパーミント・パティ（声: 杉村理加）
- マーシー（声: 山崎バニラ）
- ピッグ・ペン、ピエール(声: 秋市淳)
- ビオレット（声: 白鳥由里）
- 男爵（声: 佐々木勝彦）
- その他（声: 加藤ゆう子、稲田恵司、斉藤志郎、坂口賢一）

#### Happiness is: スヌーピーと幸せのブランケット（2011年映画）
- チャーリー・ブラウン（声: くまいもとこ）
- サリー・ブラウン（声: 折笠富美子）
- ルーシー・ヴァンペルト（声: 永田亮子）
- ライナス・ヴァンペルト（声: 成海璃子）
- シュローダー（声: 武田華）
- ピッグペン（声: 梅田貴公美）[28]
- ヴァイオレット（声: 渋谷はるか）[28]

#### アニメ広告（産経新聞）
チャーリー・ブラウンは南央美が演じた。
産経新聞でピーナッツのカラー漫画が掲載されるようになり、キャラクターがCMに起用された。しかし、産経新聞が夕刊をやめることを広告内で紹介したため、夕刊不要論が新聞不要論に展開するのではないかと業界団体から懸念されてしまい、短期間で打ち切られてしまった。そのため放映期間は非常に短い。

#### アニメ広告（KENWOOD「アローラ」）
シュローダーが登場。

## スヌーピー（ピーナッツ）を扱ったドキュメンタリー番組
- 『グレーテルのかまど』シリーズ 『スヌーピーのチョコチップクッキー』（NHK、2011年）
- 『メンロ・パークの名手 ヴィンス・ガラルディ』（カートゥーン ネットワーク、2010年）
- 『世界ふしぎ発見!』シリーズ 『PEANUTS』（TBS）
- 『アナザーストーリーズ 運命の分岐点』 「スヌーピー 最後のメッセージ 〜連載50年の秘めた思い〜」（NHK BSプレミアム、2018年5月15日）

## スヌーピー（ピーナッツ）をキャラクターに使った実績のある企業

### 現在
- メットライフ生命(日本法人) … 2014年7月1日に「メットライフアリコ生命保険」から社名変更。旧メットライフ広告のマスコット・キャラクターであった経緯から、旧アリコジャパンと合併後も引き続きCMキャラとして2016年12月まで使用された。また一社提供ミニ番組『Happiness is…』（フジテレビ）でも、冒頭にチャーリーとスヌーピーが飛行船に乗って登場していたほか、2010年 - 2016年にかけては飛行船「スヌーピーJ号」が日本国内で飛行していた。
- 日本生命 … ユニバーサルスタジオジャパンでも協賛スポンサーである。
- 全日本空輸（ANAセールス） … ANA's SKYTOUR キャラクター（過去にピーナッツの仲間がボーイング747に塗装された）
- サーティワン … スヌーピーの大好物のアイスクリームから
- 富士フイルム … 2007年から年賀状にスヌーピーやウッドストックバージョンが使用されている。
- 帝国ホテル … 東京帝国ホテルと大阪帝国ホテルでは、スヌーピーの企画が毎年行われている。
- サントリー … ペプシなどの飲料水景品
- 銀座三越 … 毎年「SNOOPY in GINZA」と題し、フェアを行っている。
- 東京スカイツリー
- 日本野球機構…スヌーピー（ピーナッツ）とのコラボ商品の販売（各球団のユニフォームを来たスヌーピーのぬいぐるみやTシャツなど）。セントラル・リーグは2011年、パシフィック・リーグは2012年から
- カンタベリー・オブ・ニュージーランド（ゴールドウィン）…  ラグビー日本代表など、JAPAN RUGBYを応援するコンセプトでアパレル品やグッズを展開。スヌーピーほかキャラクターたちがラグビー日本代表ジャージを着ている図案が特徴[29]。
- 林野庁 … 環境活動「フォレスト・サポーターズ」
- ミスタードーナツ
- タワーレコード
- ブラザー工業 … 1997年に同社コンピュータ・ミシンピクノをベースに「SNOOPY studio」（ZZ3-B983）を開発・販売。ミシン本体側面への装飾塗装だけではなく、液晶画面（青単色）に表示される操作メニューにもスヌーピーが登場し、同キャラクターの大型自動刺繍データもメモリに搭載している。内部構造画像HP 解説HP
- MUFGカード（三菱UFJニコス） … スヌーピーカード
- 南町田グランベリーパーク … エリア内にスヌーピーミュージアムがあり、最寄駅をはじめとしたエリア各所にスヌーピーの像が設置されている。
- サンヨー食品…「『サッポロ一番 どんぶりシリーズ』スヌーピー限定カップ」
- ジョイフル（Joyfull） … 2024・25年にスヌーピー（ピーナッツ）とのコラボメニューを実施。

### 過去
- ニフティ … スヌーピーツールバー
- ケンウッド … シュローダーが広告に登場。「WOODSTOCK」というシリーズ名のミニコンポ・ラジカセを発売した際には、カタログや販促用ポップなどにウッドストックが使用された。
- 三和銀行 … UFJ銀行合併前に、スヌーピーの通帳や現金自動預け払い機の画面に登場していた。
- 青森銀行 （現：青森みちのく銀行）… 1982年から使用を開始し、約25年間の間に同行のキャラクター通帳や現金自動預け払い機の画面に登場していたが、経費削減のため2007年度をもって使用終了。
- JR西日本 … 1998年 - 1999年乗車マナーキャンペーン
- 阪急電鉄 … 1000系・1300系電車にキャラクターのラッピングを施した「スヌーピー&フレンズ号」を運行した（2016年 - 2018年）。
- 神奈川中央交通 … 1997・98年に環境保護キャンペーンの一環で、貸切兼用車の車体にピーナッツの仲間が描かれた「スヌーピーバス」が40台導入された[注 13]。
- 三菱自動車工業 … パジェロミニの特別仕様車のイラストに使われた。
- コニカミノルタ … 年賀状にスヌーピーやウッドストックバージョンがあったが、2007年にフィルム事業撤退により、フジフイルムに移行された。
- セブン-イレブン
- ソフトバンクモバイル
- 産業経済新聞社
- 本田技研工業 … ホンダ・インサイトと環境広告のキャラクター
- カルビー
- TSUTAYA
- リクルート … 「ホットペッパー」テレビ広告（2009年-2011年）
コンセプトが「女子会 with ホットペッパー」ということで、スヌーピー以外はルーシーなど主要女子キャラクターのみが木村カエラとともに出演となった。なお冊子には、スヌーピーの主要キャラクターの紹介とトリビアが掲載されている。
- 森永製菓 … 1970年代中期に「森永ミルクチョコレート」の広告に登場。セリフは全て英語。
- PLAZA … 2012年ハロウィーン期間中限定

## 原作コミック
全世界で非常に多種のコミックが発売されており、全てを把握するのは困難。

### 原語（英語）版
- 2004年から2016年にかけて『ピーナッツ』全作品を収録する『The Complete Peanuts』シリーズ（全26巻）が刊行された。デイリー版・サンデー版の双方を掲載順に収録しているが、カラー彩色のサンデー版については、デイリー版に合わせてモノクロで収録している。Vol.25には前身作品『ちびっこたち』全作品を併録。最終巻のVol.26は、デイリー版・サンデー版以外で発表された単発作品を中心に収録している。
  - 『完全版 ピーナッツ全集』 - 『The Complete Peanuts』の日本版

河出書房新社（谷川俊太郎訳、全25巻）より2019年10月から2020年11月にかけて刊行。原語版のVol.26は「別巻」として一般販売されず、全巻購入予約特典として配布された。2021年11月30日に配信開始された電子版では、別巻を含めた全冊が販売されている。

### 日本語訳版
デイリー版
- 『PEANUTS BOOKS』（鶴書房・ツル・コミック）全60巻
- 『SNOOPY BOOKS』（角川書店）全86巻
- 『50周年記念「SNOOPY BOOKS 全86巻」復刻版』（角川書店）
- 『SNOOPY BOOKS 55周年記念復刻版』（訳：谷川俊太郎、角川書店→復刊ドットコム）全86巻

鶴書房版（PEANUTS BOOKS）と角川書店版（SNOOPY BOOKS）があるが、これは途中から角川が発行を引き継いだため。60巻目までは鶴書房版、角川書店版とも全く同じ内容(ただし、一部の巻で、吹き出し中の台詞やコマ中の擬音語・擬態語をオリジナルのままにし、コマ外に日本語訳を活字表記していたものは、すべて他の巻同用、吹き出し中の台詞と、コマ中の擬音語・擬態語は日本語、コマ外に活字英語表記となった)。60巻目まではサンデー版も一緒に収録されたが、61巻目以降はデイリー版（1986年8月掲載分まで）のみの収録。
- 『A PEANUTS BOOK featuring SNOOPY』（角川書店）全26巻

「SNOOPY BOOKS」の続きから収載。デイリー版1986年9月 - 2000年1月掲載分（最終話）まで。
- 『ピーナッツ・エッセンス』（講談社⇒復刊ドットコム）全15巻

「SNOOPY BOOKS」のより抜き版。「A PEANUTS BOOK featuring SNOOPY」分は収載されていない。
- 『SNOOPY COMIC SELECTION』（KADOKAWA）全5巻

10年代ごとにまとめられた、より抜き版（デイリー版のみ）。50年代 - 90年代の全5巻。90年代には2000年掲載分も含まれ、最終話も収載されている。
サンデー版
- 『スヌーピー全集』（角川書店⇒復刊ドットコム）全10巻

全集と謳っているが、収載されているのはサンデー版1971年 - 1980年掲載分。
- 『Sunday Special Peanuts Series SNOOPY』（角川書店）全10巻

「スヌーピー全集」の続きから収載。サンデー版1981年 - 2000年掲載分（最終話）まで。
- 『SNOOPY COMIC ALL COLOR』（KADOKAWA）全5巻

10年代ごとにまとめられた、より抜き版（サンデー版のみ）。50年代 - 90年代の全5巻。90年代には2000年掲載分も含まれ、最終話も収載されている。
その他
- 『スヌーピーのもっと気楽に』（講談社＋α文庫）全5巻
- 『スヌーピーののんきが一番』（講談社＋α文庫）全7巻
- 『スヌーピーたちのやさしい関係』（講談社＋α文庫）全5巻
- 『スヌーピーたちの心の相談室』（講談社＋α文庫）全3巻

## 解説本
- チャールズ・M.シュルツ著、三川基好訳『スヌーピーの50年 - 世界中が愛したコミック「ピーナッツ」』（朝日新聞社、2001年、ISBN 4022575697）
- 廣淵升彦『スヌーピーたちのアメリカ』（新潮社、1993年、ISBN 4103937017）
- 廣淵升彦『スヌーピーたちの言葉は泉のように』（講談社、1996年、ISBN 4062084775）
- 廣淵升彦『スヌーピーたちの心と時代』（講談社、2000年、ISBN 4062564718）
- マイケル・A.シャーマン著、小松原宏子訳『スヌーピーといつもいっしょに-PEANUTSを生んだチャールズ・シュルツ物語』（Gakken、2015年[30])

## アート
作者に認められた、世界でただ一人の「ピーナッツ」ファインアーティストであるトム・エバハートによってピーナッツを題材にした絵画が描かれている。また、大谷芳照によってピーナッツのキャラクターと墨絵をコラボレーションした作品が描かれている。2005年には日本で『スヌーピーライフデザイン展 Happiness is the55thAnniversary』が開催され、草間彌生をはじめとするアーティスト達が「ピーナッツ」の世界観を様々なかたちで表現した。また各地の土産店などで発売されているご当地の格好をしたスヌーピーは、ユナイテッド・メディア社に認定されたイラストレーターによって、原作イラストに加筆されたものである。

## ミュージカル

### きみはいい人 チャーリー・ブラウン
『きみはいい人 チャーリー・ブラウン』（きみはいいひと チャーリーブラウン、YOU'RE A GOOD MAN, CHARLIE BROWN）のタイトルで、1967年にニューヨークのオフ・ブロードウェイでプレミア上演された。さらに1999年には連載50周年を記念してブロードウェイで上演され、トニー賞をミュージカル助演男優賞（スヌーピー役のロジャー・バート）とミュージカル助演女優賞（サリー役のクリスティン・チェノウェス）の2部門で受賞している。
日本では1977年に初演され、チャーリー役を坂本九が演じた。2000年に上演され、スヌーピー役を市村正親、チャーリー役を小堺一機、ライナス役を佐野瑞樹、ルーシー役を土居裕子が演じた。2017年4月にシアタークリエにて、チャーリー・ブラウンを村井良大、スヌーピー役を中川晃教が演じた。
第1幕
- You're A Good Man, Charlie Brown
- Schroeder
- Snoopy
- My Blanket and Me
- The Kite
- The Doctor Is In
- Beethoven Day（1998年ブロードウェイのリバイバルで追加）
- The Book Report

第2幕
- The Red Baron（リバイバルではカットされた）
- My New Philosophy（1998年ブロードウェイのリバイバルで追加）
- T-E-A-M（The Baseball Game）
- Queen Lucy（1998年ブロードウェイのリバイバルで追加）
- Peanuts Potpourri（1998年ブロードウェイのリバイバルで追加）
- Glee Club Rehearsal
- Little Known Facts
- Suppertime
- Happiness
- Bows（1998年ブロードウェイのリバイバルで追加）

### SNOOPY! THE MUSICAL
上記の『きみはいい人 チャーリー・ブラウン』とは別に『SNOOPY! THE MUSICAL』というミュージカルもあり、初演は1975年にサンフランシスコで行われ、1982年・83年にはロンドンでオフブロードウェイによる初演が行われた。日本でも上演されており、2001年の初演はスヌーピーを宮川浩、チャーリー・ブラウンを坂上忍が務め、同年の再演はスヌーピーを大澄賢也、チャーリー・ブラウンは引き続き坂上忍が務めている。なお、日本版のタイトルは感嘆符が3つになっている。
第1幕
- Overture（歌はオリジナルのロンドン公演で追加）
- The World According To Snoopy
- Snoopy's Song
- Woodstock's Theme
- Hurry Up Face（歌はオリジナルのロンドン公演で追加）
- Edgar Allen Poe
- Mother's Day（歌はオリジナルのロンドン公演で追加）
- I Know Now
- The Vigil
- Clouds
- Where Did That Little Dog Go?
- Dime A Dozen（歌はオリジナルのロンドン公演で追加）
- Daisy Hill
- When Do The Good Things Start?

第2幕
- Entr'acte
- The Great Writer
- Poor Sweet Baby
- Don't Be Anything Less Than You Can Be
- The Big Bow-Wow
- Just One Person/Bows/Don't Be Anything Less Than You Can Be（reprise）

## ゲーム

### 携帯型ゲーム機
- スヌーピーテニス（任天堂、ゲーム&ウオッチワイドスクリーン）
チャーリー・ブラウンの下手なサーブ練習に付き合うスヌーピーを操作する。ルーシーも邪魔をしに登場。
- スヌーピー（任天堂、ゲーム&ウオッチパノラマスクリーン）
スヌーピーを操り、シュローダーのピアノから発生する音符を叩き壊す。音符を逃すと上で寝ているウッドストックたちの安眠を妨げてしまいミスとなる。海外では「テーブル・トップシリーズ」と呼ばれる中型の据え置きバージョンも存在。ゲーム内容はパノラマスクリーン版と同じ。
- スヌーピーのマジックショー（1990年4月28日/コトブキシステム、ゲームボーイ用ソフト）
- スヌーピーのはじめてのおつかい（1996年12月21日/コトブキシステム、ゲームボーイ用ソフト）
- スヌーピーテニス（2001年6月20日/インフォグラム・ハドソン、ゲームボーイカラー用ソフト）
ゲーム&ウオッチの同名ゲームとは無関係。
- スヌーピーVSザ・レッドバロン（PSP：日本未発売）
下記の Windows 版、及び PS2 版も含め、ソフト開発はのちに「Snoopy Flying Ace」を製作した Smart Bomb Interactive へ移行。
- スヌーピーといっしょに DS 英語レッスン（2007年11月15日/学研インデックス、ニンテンドーDS用ソフト）
英語学習ソフト。英単語辞書やミニゲームなどが収録される。
- スヌーピー DS（2008年10月8日/スクウェア・エニックス、ニンテンドー DS 用ソフト）
プレイヤーは町の新しい住民としてピーナッツメンバーに迎え入れられる。原作に登場する数多くのシチュエーションが織り込まれており、ストーリー進行に応じて「ビーグルスカウト」や「撃墜王」など大量のミニゲームも遊べるようになる。
- スヌーピー ストリート（2011年12月9日/ビーライン・インタラクティブ・ジャパン、iOSバージョン4.3以降に対応する機種用配信ソフト）
チャーリー・ブラウンの家の周囲でストリートフェアを開催、収益を上げて発展させていく街育成オンラインゲーム。原作キャラクターの多くが登場、アニメ版のサウンドがBGMとして流れる、ゲーム進行に応じてコミックも読めるなど手厚い作り。季節ごとに（クリスマス版などの）アップデート版が配信されており、日本限定で「お正月バージョン」が配信されたことも。ゲーム内での友達を増やし、友達同士でカードをトレードしたりギフトを贈り合うことで有利に展開するなど、いわゆるソーシャルゲームの要素も強い作品となっている。

### 家庭用ゲーム機
- スヌーピーアンド ザ レッドバロン（アタリ2600用ソフト）
- 「ドナルド・ダック」（コトブキシステム、ファミコン用ソフト）の海外版
日本版は登場するキャラクターがドナルド・ダックの家族であるが、海外版はすべてのキャラクターが「ピーナッツ」に登場するキャラクターに変わっている。
- スヌーピーコンサート（1995年5月19日/三井不動産・電通、スーパーファミコン用ソフト）
原作コミックの表現、世界観を丁寧に取り扱ったゲームソフト。スタッフロールに記述された人名から、実際の制作は任天堂が担当していたことが分かっている。
- スヌーピーのがくげいかい（1995年/セガ）キッズコンピュータ・ピコ用の知育ソフト。
- スヌーピーVSザ・レッドバロン（PlayStation 2：日本未発売）
- Snoopy Flying Ace（2010年6月2日/Smart Bomb Interactive、Xbox 360 Xbox ライブアーケード用ソフト）
「スヌーピーVSザ・レッドバロン」を発展させたフライトシューティング。オンライン対戦にも対応している。
- The Peanuts Movie: Snoopy's Grand Adventure (2015年、Activision/Nintendo 3DS・Wii U・PlayStation 4・Xbox 360・Xbox One用ソフト。2015年の劇場版をモチーフとしたゲーム。日本未発売）

### パソコンゲームソフト
- スヌーピー（1984年/コモドール64用ソフト）
- スヌーピーアンドピーナッツ（MS-DOSなど様々な機種で発売）
- スヌーピーの英語大好き （2002年/インターチャネル・ホロン、Windows/Mac OS 8、9、X 用ソフト、英語学習ソフト）
- Peanuts: It's The Big Game Charlie Brown（Windows/Mac OS X用ソフト、ミニゲーム集、日本未発売）
- スヌーピーVSザ・レッドバロン（Windows用ソフト、日本未発売）

### モバイルゲームアプリ
- SNOOPY TOWN（2011年8月10日配信開始/GREE）
- スヌーピーストリート（2011年9月13日配信開始/App Store・2012年7月19日/Google Play）
海外版は「Snoopy’s Street Fair」のタイトルで日本より先に提供開始。
- カシャ×２ SNOOPY（2012年11月9日配信開始/Mobage・2012年12月25日配信開始/GREE・2013年4月25日配信開始/dゲーム）
- スヌーピー ドロップス（2014年9月11日配信開始/Google Play・2014年9月29日/App Store）
- スヌーピー＆フレンズ（2015年12月17日配信開始/App Store・2016年2月2日配信開始/Google Play）
- スヌーピー ライフ（2018年1月24日配信開始/App Store・Google Play）
- スヌーピー パズルジャーニー（2020年3月3日配信開始/App Store・Google Play）
- スヌーピーもぐもぐレストラン（2021年4月23日配信開始/App Store・Google Play）

### アーケード・ゲーム機、その他
- スヌーピーポン
「ポン」というアーケードゲームのピーナッツ関連筐体バージョン。
- ゲームギャラリー
スヌーピーの公式サイトにリンクされている、ピーナッツ関連のブラウザゲームプレイページ。

## テーマパーク

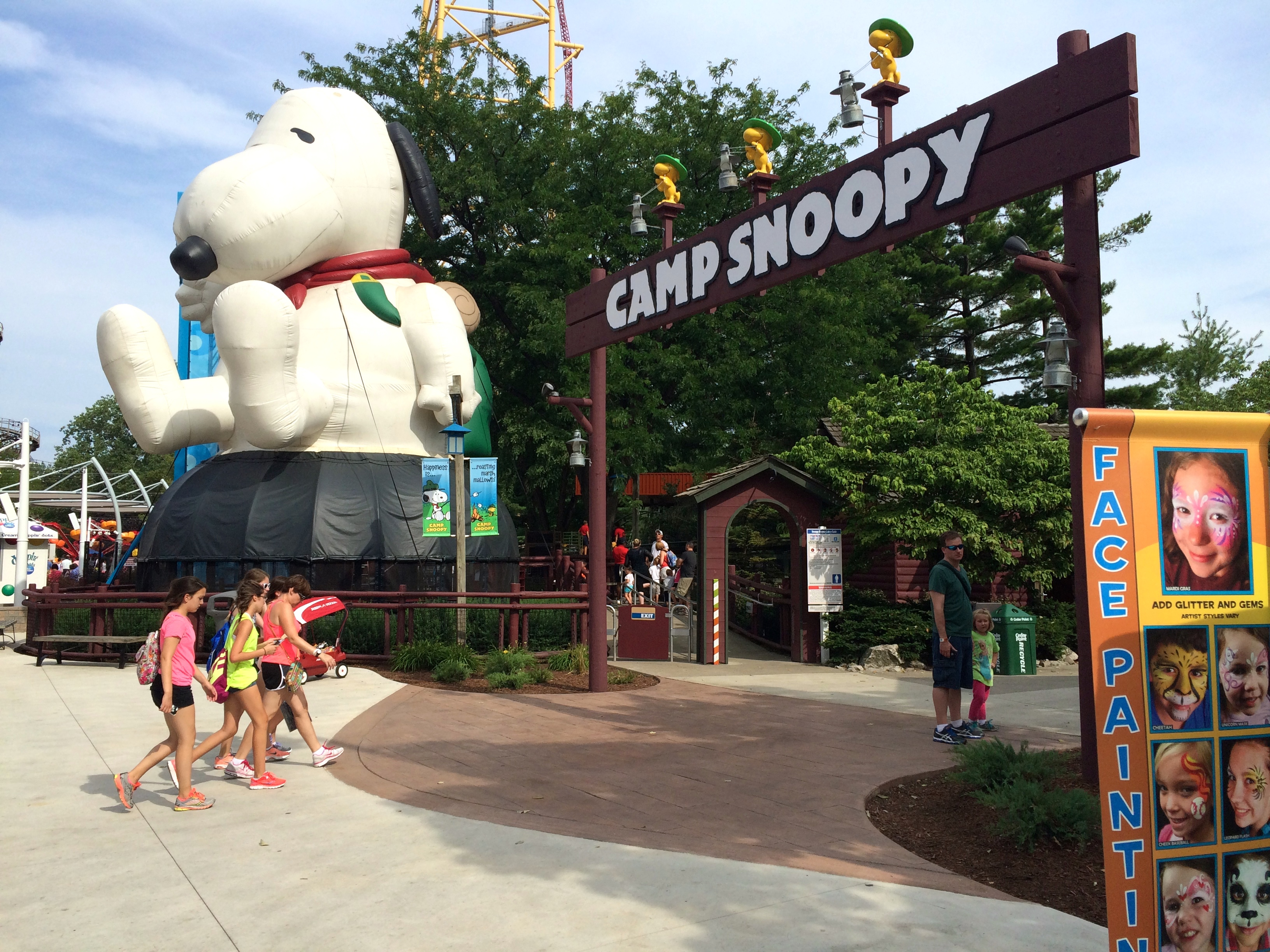
ナッツベリーファームのキャンプ・スヌーピー

- ナッツベリーファーム（アメリカ合衆国カリフォルニア州）
- ユニバーサル・スタジオ・ジャパン（大阪府大阪市此花区）